# Storia dei Pittsburgh Steelers

Il logo degli Steelers.

I Pittsburgh Steelers sono un club di football americano professionistico nato nel 1933 con base a Pittsburgh, Pennsylvania, USA. Questa voce approfondisce la storia della franchigia dalla fondazione ad oggi. Sono la settima franchigia più vecchia della National Football League (NFL). Le uniche squadra rimaste con una storia più lunga sono Chicago Bears, Arizona Cardinals, Detroit Lions (precedentemente noti come Portsmouth Spartans), Green Bay Packers, New York Giants e Boston (Washington) Redskins. I Philadelphia Eagles si unirono alla lega assieme agli Steelers nel 1933.
La squadra fu fondata da Arthur J. "Art" Rooney. La famiglia Rooney ha avuto il controllo del club per la maggior parte della sua storia. Dalla sua fondazione, la squadra ha vinto sei titoli e disputato oltre un migliaio di sfide. Nel 2008, gli Steelers divennero la prima squadra della storia a vincere sei Super Bowl. Attualmente la squadra è al quarto posto nella storia per campionati NFL complessivi conquistati, dietro a Packers (13), Bears (9) e Giants (8). Diciotto tra giocatori, allenatori e dirigenti degli Steelers sono stati inseriti nella Pro Football Hall of Fame.

## Precursori
Art Rooney, nato e cresciuto nell'area di Pittsburgh, era stato un atleta dotato in diversi sport. Rooney fu reclutato per giocare a football per Notre Dame, a baseball per i Boston Red Sox e invitato a far parte della squadra di pugilato delle Olimpiadi del 1920. Il suo amore per gli sport lo portò a diventare un organizzatore e un promoter. Questo incluse la formazione dell'Hope-Harvey Football Club, un club di football americano semi-professionistico che fondò quand'era un adolescente "In un certo modo, credo che quello sia stato l'inizio degli Steelers. Sono nati da quello" disse Rooney.

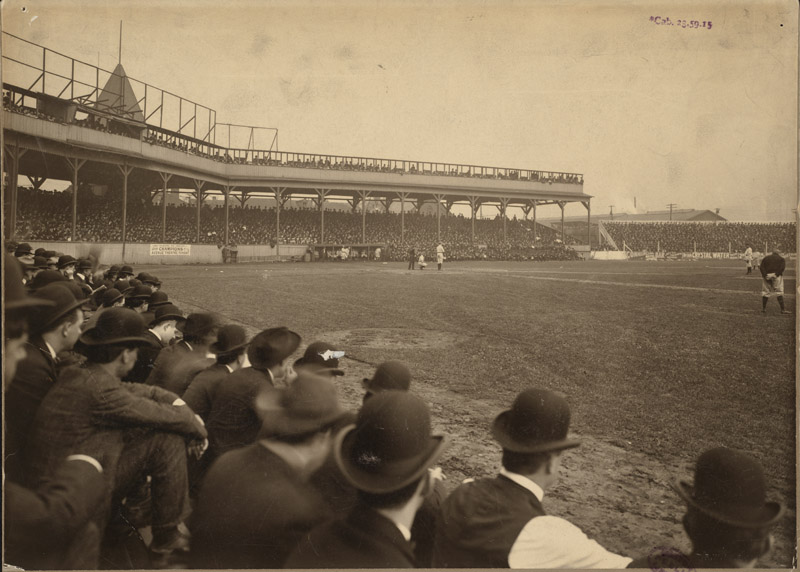
Le squadre semi-professionistiche di Rooney gioocavano principalmente al vecchio Expo Park di Pittsburgh.

Il nome "Hope-Harvey" era derivata dalla Hope Fire House, situata nel cuore del nord di Pittsburgh North Side, che era adibita a spogliatoio della squadra, e dal Dr. Harvey, un medico locale, che era lo sponsor e il dottore non ufficiale della squadra. La Hope-Harvey Majestics si scontrò con altre squadre semi-professionistiche o improvvisate; una donazione veniva raccolta tra gli spettatori che assistevano alle partite, che poi era divisa tra i giocatori. Oltre ad essere il manager e l'allenatore della formazione, Art Rooney giocava occasionalmente come quarterback per la squadra, coinvolgendo anche i suoi fratelli minori, Dan e Jim. Guidate dai ragazzi Rooney, raccolsero un certo successo, inclusi almeno due titoli della Western Pennsylvania Senior Independent Football Conference all'inizio degli anni trenta.
L'Hope-Harvey club, che in seguito sarebbe divenuto noto come "Majestic Radio" (quando la squadra attirò uno sponsor) e poi "James P. Rooneys" (per promuovere una campagna legislativa dello stato), giocò la maggior parte delle sue gare all'Exposition Park di Pittsburgh. Questi precursori degli Steelers erano composti principalmente dai giocatori dei due college locali: Pitt, Duquesne e Carnegie Tech, in quali possedevano alcuni tra i migliori programmi di football all'epoca.
Anche se il football era popolare a Pittsburgh in quegli anni, la città non aveva una squadra professionistica a causa delle leggi puritane della Pennsylvania, che proibivano le attività atletiche di domenica per rispettare lo Shabbat. Le squadre della National Football League, che era stata fondata nel 1920, giocavano principalmente la domenica per evitare conflitti con le formazioni del college che scendevano in campo il sabato.

## I primi anni: decenni di sconfitte
Nel maggio 1933, in un'anticipazione della revoca delle leggi più restrittive della Pennsylvania avvenuta nell'autunno di quell'anno, Rooney chiese di portare una franchigia nella NFL. La sua richiesta fu approvata il 19 maggio 1933 e il Pittsburgh Professional Football Club, Inc. si unì alla lega dietro al pagamento di una tassa di ingresso di 2.500 dollari (all'incirca 44.000 dollari attuali). La nuova squadra venne soprannominata Pirates in riferimento alla squadra di baseball padrona di casa del Forbes Field. Prima di scegliere il Forbes, Rooney aveva considerato di giocare al Greenlee Field, casa della squadra cittadina della Negro League di baseball. Dal momento che le leggi in questione della Pennsylvania non vennero revocate fino alla elezioni generali di novembre, la squadra fu costretta a disputare le sue prime quattro gare casalinghe il mercoledì sera.
Nel corso dei primi quattro decenni della franchigia, la nuova squadra di Rooney subì un frustrazione di seguito all'altra. In 39 anni, solo 8 volte concluse con più vittorie che sconfitte e non arrivò mai nemmeno vicina a conquistare un campionato.

### Anni trenta: gli anni dei Pirates
Nei primi anni della franchigia, i Pirates non erano l'unico (né il principale) interesse di Rooney. Anche l'ufficio del Fort Pitt Hotel dal quale dirigeva la squadra era condiviso col Rooney-McGinley Boxing Club, che promuoveva combattimenti. Inoltre spendeva una grande quantità di tempo ed energia nell'organizzare scommesse con handicap e a scommettere sulle corse di cavalli, un hobby che durò un'intera vita. Rooney una volta vinse una somma stimata tra i 250.000 e i 300.000 dollari (dai 4,3 ai 5,1 milioni di dollari) in una singola giornata di scommesse nel 1936. In seguito nacque una leggenda secondo cui Art Rooney avrebbe vinto gli Steelers scommettendo a una corsa di cavalli, un fatto comunque privo di fondamento.
Sicuramente le scommesse di Rooney aiutarono a tenere la franchigia a galla, poiché mentre Rooney se la cavava bene fuori dal campo di gioco, lo stesso non si poteva dire dei Pirates sul rettangolo. Rooney disse di quegli anni di magra: "In quei giorni, nessuno si arricchiva con gli Steelers. C'erano da affrontare due sfide. La prima era la domenica, cercando di vincere la gara. La seconda giungeva di lunedì, tentando di pagare gli stipendi."
Anche se faticò nel creare una squadra vincente, Rooney utilizzò una gran quantità di energia solo per cercare di continuare a far esistere la franchigia nei suoi primi anni. Nel corso degli anni, mentre l'America era in ginocchio a causa della Grande depressione, i Pirates richiedevano ingenti risorse finanziarie da Rooney. Rooney affermò che la squadra gli costò quasi 10.000 dollari nel 1934 (171.617 attuali). Le guerre economiche per aggiudicarsi i migliori giocatori erano più difficili da vincere per i club più recenti che dovevano competere con i più stabili New York Giants, Chicago Bears e Green Bay Packers. Nel 1935 Rooney propose una restrizione al numero massimo giocatori che potevano essere ingaggiati dalle squadre che erano finite in cima alla classifica della lega. Queste idee alla fine portarono all'ideazione del Draft NFL, il primo dei quali fu tenuto nel 1936.

La bandiera della città di Pittsburgh che ispirò le uniformi dei Pirates.

Le prime uniformi dei Pirates erano a strisce longitudinali nere e gialle, con lo stemma della città di Pittsburgh, la cui bandiera aveva ispirato i colori della squadra.
Rooney assunse Forrest "Jap" Douds nel doppio ruolo di giocatore e allenatore. Douds era stato premiato tre volte come All-American ed era una leggenda locale come giocatore del Washington & Jefferson College. Nella NFL sarebbe stato inserito nelle formazione ideale della stagione All-Pro. La gara inaugurale di Pittsburgh fu una sconfitta contro i New York Giants per 23–2, davanti a una folla di circa 20.000 spettatori. I primi punti della storia della franchigia vennero da una safety quando il centro dei Pirates John "Cap" Oehler bloccò un punt nella end zone. Rooney scrisse della gara: "I Giants vinsero. La nostra squadra fece una figura terribile. La partita non era valsa il prezzo del biglietto per i tifosi".
I Pirates vinsero la loro prima gara la settimana successiva, battendo i Chicago Cardinals 14–13, davanti a circa 5.000 spettatori. Il primo touchdown della storia della squadra fu segnato da Martin "Butch" Kottler che ritornò un intercetto per 99 yard. L'altro eroe di quel giorno fu Mose Kelsch, che all'età di 36 anni era il più vecchio giocatore della NFL – quattro anni più vecchio anche del proprietario della squadra Rooney. Kelsch, un ex giocatore dei Majestics, calciò l'extra point che fu il margine di vittoria.
Nella loro sesta gara, i Pirates stabilirono un record NFL assieme ai Cincinnati Red pareggiando per 0-0 dopo aver calciato 31 punt. I Bears e Packers nello stesso giorno ottennero lo stesso tipo di "impresa", che da allora non è più stata sorpassata.
Il numero totale delle presenze nelle prime cinque gare casalinghe fu di circa 57.000. Per contestualizzare, la squadra del college Pitt-Duquesne fu vista da 60.000 spettatori. La squadra terminò la stagione regolare con un record di 3–6–2, dopo la quale Coach Douds non fu confermato come allenatore, anche se rimase altri due anni con la squadra come giocatore.
Rooney inseguì Heartley "Hunk" Anderson, che si era recentemente fatto da parte come capo-allenatore di Notre Dame, per sostituire Douds. Anderson però rifiutò per passare ad allenare North Carolina State, così Rooney allora contattò Earle "Greasy" Neale, il quale però rifiutò anch'egli, per assumere il ruolo di assistente allenatore alla Yale University. Neale in seguito avrebbe allenato i Philadelphia Eagles portandoli a vincere due campionati NFL e fu inserito nella Pro Football Hall of Fame.
Luby DiMeolo, che era stato considerato un candidato per guidare i Pirates nella loro prima stagione, fu alla fine assunto per sostituire Douds. Era stato capitano della squadra di football dei Pittsburgh Panthers nel 1929 in cui giocava anche Jimmy Rooney. DiMeolo assunse anche Jimmy Rooney come suo assistente. Dopo una deludente stagione con un record di 2–10 nel 1934, DiMeolo fu licenziato.
Rooney tentò in seguito di ingaggiare la leggenda del football Red Grange, che si era appena ritirato da giocatore, per allenare la squadra l'anno successivo. Grange alla fine declinò l'offerta per accettare il ruolo di assistente allenatore dei Chicago Bears. Rooney ripiegò così su Joe Bach. Bach a Notre Dame era stato uno dei bloccatori dei famosi "Four Horsemen". Sotto la sua direzione la squadra migliorò ma non fu ancora competitiva, terminando con un record di 4–8.
Il 1936 vide l'istituzione del draft NFL, in modo da livellare la competitività delle squadre. I Pirates inizialmente ne trassero pochi benefici, dal momento che la loro prima scelta, William Shakespeare, non giocò mai nella NFL. La franchigia scambiò la sua scelta del primo giro svariate volte durante i primi trent'anni di storia.
Nel 1936, alla seconda stagione alla guida dei Pirates, Bach portò la squadra a competere per la vittoria dell'Eastern Division con un record di 6–3 dopo nove partite. La stagione però finì in maniera negativa, perdendo le ultime tre gare. Rooney e Bach si diedero vicendevolmente la colpa di questo collasso. Anche se i due raggiunsero un accordo perché Bach rimanesse col club nel 1937, questi decise di accettare il lavoro da allenatore all Niagara University, e Rooney lo svincolò tramite un accordo verbale. Rooney in seguito espresse il suo rimpianto per aver lasciato andare Bach.
Bach fu sostituito da Johnny "Blood" McNally nel 1937 nel ruolo di allenatore-giocatore. McNally era un veterano che aveva passato undici stagioni nella NFL e aveva giocato nei Pirates nel 1934. Era uno dei personaggi più coloriti del mondo del football allora e Rooney sperò che la sua assunzione contribuisse anche ad aumentare le vendite al botteghino. Dopo due vittorie nelle prime due gare però, la squadra perse le successive cinque e terminò con un bilancio di 4-7.
La stagione successiva vide l'arrivo della prima superstar della storia della franchigia, Byron "Whizzer" White. Un quarterback selezionato come All-American, i Pirates lo selezionarono dalla University of Colorado come quarto assoluto del Draft NFL 1938, offrendogli la cifra mai sentita prima di 15.000 dollari di salario (240.000 dollari attuali) per unirsi alla squadra. White declinò la generosa offerta, per continuare la sua educazione tramite una borsa di studio alla Oxford University. Riuscì tuttavia a posticipare l'inizio dei corsi a Oxford a gennaio, potendo così unirsi alla franchigia. Il notevole contratto che Rooney offrì a White fece infuriare diversi altri proprietari.
L'arrivo di White portò molto ottimismo a Pittsburgh. McNally commentò: "Puntavamo al titolo di senza di lui, ora che fa parte della squadra non possiamo farcelo sfuggire. White non deluse le aspettative: guidò la lega con 567 yard corse su 152 tentativi. La squadra non riuscì però a capitalizzare le prestazioni di White, vincendo solo due gare e perdendo tutte le ultime sei. Dopo quella stagione, White si spostò in Inghilterra e non tornò più a giocare per i Pirates. White sarebbe diventato uno dei giudici più longevi della storia della Corte Suprema degli Stati Uniti.
Dopo aver pagato così tanti soldi per una stella con dei risultati deludenti, nel 1938 Rooney decise di arrivare a una stella nel ruolo di allenatore. Offrì quel ruolo di Jock Sutherland, un leggendario allenatore di football e "eroe nazionale". Sutherland aveva appena abbandonato quel ruolo nella University of Pittsburgh. Gli fu offerto un salario che superava di 13.000 dollari annuali (circa 210.000 dollari odierni) quello percepito Pitt. Quando Sutherland declinò l'offerta (dovuto probabilmente alla cattiva fama che aveva il football professionistico all'epoca), McNally fu confermato come allenatore dei Pirates, annunciando nel contempo il ritiro da giocatore.
La stagione 1939 iniziò com'era terminata quella precedente: con una striscia di sconfitte. Dopo la terza sconfitta consecutiva, McNally si dimise. Con la squadra ebbe solamente un record di 6–19, ma fu inserito nella Hall of Fame nel 1963 per i suoi meriti come giocatore.
McNally fu sostituito da Walt Kiesling, che era stato assistente allenatore di McNally nelle due precedenti annate. A metà della settima stagione, la squadra aveva già cambiato cinque allenatori. Kiesling non riuscì a salvare l'annata, terminata col peggior record, 1–9–1. L'unica vittoria giunse nella gara finale contro i Philadelphia Eagles, con i quali gli Steelers condivisero l'ultimo posto della lega. La vittoria interruppe una striscia senza vittorie che durava da 14 mesi.
Negli anni trenta, i Pirates non terminarono mai più in alto del secondo posto nella loro division né ebbero un record migliore del 50%.

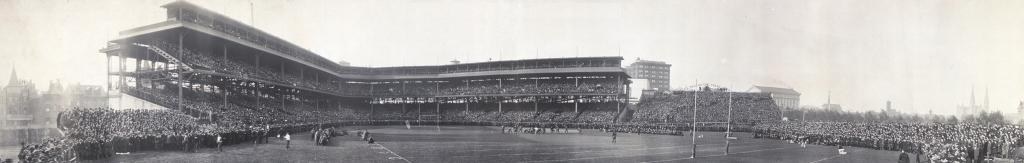
Il Forbes Field fu la casa dei Pirates/Steelers per la maggior parte dei primi trent'anni della loro storia.

### 1940-41: un nuovo nome e una "nuova" squadra
All'inizio del 1940, Rooney decise di averne abbastanza del nome "Pirates". Lavorò col Pittsburgh Post-Gazette per indire un concorso volto a scegliere il nuovo nome della squadra. L'ex allenatore Joe Bach guidò la giuria che scelse il nome "Steelers" tra quelli suggeriti. Il nuovo nome fu un omaggio alla maggiore industria cittadina, quella dell'acciaio.
Kiesling continuò ad allenare nel 1940. Gli Steelers iniziarono la stagione con un record di 1–0–2 prima di perdere in casa per 10–3 contro i Brooklyn Dodgers allenati dall'eroe locale Jock Sutherland. Fu la sua prima vittoria dopo aver lasciato la Duquesne University nel 1939 e dopo aver rifiuto i Pirates/Steelers per poi firmare con i Dodgers. La sconfitta diede inizio a una striscia negativa di sei gare perdute, prima che la squadra vincesse coi Philadelphia Eagles terminando la stagione con un record di 2–7–2, segnando un totale di soli 60 punti.
Esausto, Rooney vendette la franchigia per 100.000 dollari (1,6 milioni attuali) ad Alexis Thompson nel dicembre del 1940. Immediatamente Rooney investì metà della somma nella proprietà degli Eagles del suo amico Bert Bell. In un'insolita azione, Rooney, Bell e Thompson istituirono una specie di mini draft per distribuire i giocatori tra le due squadre. 51 giocatori furono acquisiti da ognuna delle squadre.
Thompson assunse Greasy Neale, che Rooney in precedenza aveva tentato di far allenare i Pirates, per condurre questo scambio di giocatori e assisterlo nel draft. Malgrado il fatto che possedesse metà di una squadra con sede a Philadelphia, Rooney non aveva intenzione di lasciare Pittsburgh. Si credette che Thompson avrebbe voluto spostate la squadra nella natia New York o a Boston e in quel caso, Bell e Rooney avevano un piano per far giocare la propria squadra nelle due maggiori città della Pennsylvania. Ad ogni modo, gli altri proprietari della lega bloccarono entrambe le mosse.
Già nel 1941, Rooney si era pentito di aver ceduto la squadra e trovò un accordo con Thompson per scambiare i diritti territoriali con gli Eagles, molto più vicini a New York, sede dei suoi interessi. Il 3 aprile 1941, gli Eagles passarono a Pittsburgh, assumendo il nome di Steelers. Gli Steelers non persero mai una sola gara a Pittsburgh in pratica e, a causa della stranezza di questi scambi, la NFL considera la proprietà di Rooney come ininterrotta.

### 1941-46: gli anni della guerra e gli "Steagles"
Dopo essere andato alla ricerca di un allenatore di rilievo insieme a Rooney, Bell, che aveva allenato per cinque anni gli Eagles, decise di nominare sé stesso per quel ruolo. Kiesling rimase il suo assistente. Dopo una partenza negativa, Rooney convinse Bell a farsi da parte e assumere Aldo Donelli al suo posto. Questi perse cinque gare consecutive, lasciando la squadra a metà stagione, con Kiesling che tornò ad essere in carica.
Poche settimane dopo la stagione 1941, gli Stati Uniti entrarono nella seconda guerra mondiale e la cosa influì anche sulle squadre professionistiche, improvvisamente trovatesi a corto di giocatori. Dopo aver rimandato il Draft NFL 1942, gli Steelers, che detenevano la prima scelta assoluta, scelsero il futuro Hall of Famer "Bullet" Bill Dudley. La squadra perse diversi giocatori chiave ma dopo una partenza negativa vinse sette delle ultime otto partite, terminando con un record di 7-4 la sua prima annata con un record positivo, finendo secondi nella Eastern Division dietro i Washington Redskins. Dudley guidò la lega con 696 yard corse.
Nel 1943 la squadra si fuse temporaneamente con gli Eagles per formare una squadra popolarmente nota come "Steagles". Tale fusione, mai intesa come definitiva, si dissolse alla fine della stagione 1943. Quella stagione vide la formazione terminare con un record di 5-4-1, che per gli Eagles fu la prima stagione con un record positivo della loro storia.
Nel 1944 gli Steelers si fusero con i Chicago Cardinals diventando noti come "Card-Pitt" e informalmente conosciuti come "Car-Pitts" o "Carpets." In quella stagione non vinsero una sola gara. Gli Steelers tornarono in proprio nel 1945 e terminarono con un record di 2–8. Dudley tornò dalla guerra nella stagione 1946 e venne premiato come miglior giocatore della NFL. La squadra terminò con un bilancio di 5–5–1.

### Anni quaranta e cinquanta: i "soliti vecchi Steelers"
Gli Steelers raggiunsero per la prima volta i playoff nel 1947, vincendo la propria division con un record di 8-4 alla pari coi Philadelphia Eagles. Questo portò a uno spareggio al Forbes Field, in cui gli Steelers persero 21–0. Poiché Steelers e Eagles furono assegnate a due diverse conference nel 1970 dopo la fusione della NFL con l'American Football League, questa gara rimane l'unica della storia in cui le due maggiori città della Pennsylvania si sono incontrate nei playoff della NFL. Il quarterback Johnny Clement finì secondo nella lega con 670 yard corse.
Quella fu l'unica gara di playoff della squadra per oltre 25 anni. Prima della stagione 1948, coach Jock Sutherland morì. La squadra faticò quella stagione (un quarterback, Ray Evans, lanciò 17 intercetti a fronte di solo 5 touchdown) terminando con un record di 4–8. Dopo un'ottima partenza nel 1949 la squadra si perse per strada terminando con un bilancio di 6–5–1. Seguirono nel 1950 una stagione da 6–6 e due stagioni negative nel 1951 (4–7–1) e 1952 (5–7).
Dopo aver terminato con un record di 6-6 nel 1953 e 5-7 nel 1954, gli Steelers scelsero nel draft Johnny Unitas nel 1955. Svincolato da Pittsburgh nel training camp, Unitas sarebbe diventato uno dei migliori giocatori della storia della NFL coi Baltimore Colts. Pittsburgh disputò altre due stagioni con record negativi prima di terminare 6–6 nel 1957, il primo anno sotto la direzione di coach Buddy Parker. Il 1957 vide l'assunzione del primo allenatore afro-americano, Lowell Perry, come allenatore dei ricevitori degli Steelers.
All'inizio della stagione 1958 gli Steelers ottennero il quarterback Bobby Layne, che aveva guidato i Detroit Lions alla vittoria di due campionati NFL. I risultati furono immediati, con gli Steelers che fecero registrare un record vincente (7–4–1) per la prima volta in nove anni, anche se non riuscirono a qualificarsi per i playoff. Il 1958 vide gli Steelers disputare le gare casalinghe al Pitt Stadium, anche se il loro stadio principale rimase il Forbes Field.
Gli Steelers terminarono con un record di 6-5-1 nel 1959. Dopo una stagione da 5–6–1 nel 1960, Rudy Bukich prese il posto di quarterback titolare nel 1961, ma le cose non migliorarono, terminando con un bilancio di 6-8.

### Anni sessanta
Gli Steelers introdussero il famoso logo astroide basato sul simbolo della American Iron and Steel Institute (AISI) in tempo per la stagione 1962. Bobby Layne tornò stabilmente nel ruolo di quarterback titolare e il running back John Henry Johnson ebbe la miglior stagione della carriera, correndo 1.141 yard (secondo nella NFL). Pittsburgh migliorò anche in difesa, acquisendo Clendon Thomas dai Los Angeles Rams che guidò la squadra con sette intercetti. Ernie Stautner ancorò la defensive line. Gli Steelers ebbero la loro miglior stagione fino a quel momento, terminando con un record di 9–5 che valse il secondo posto nella division.

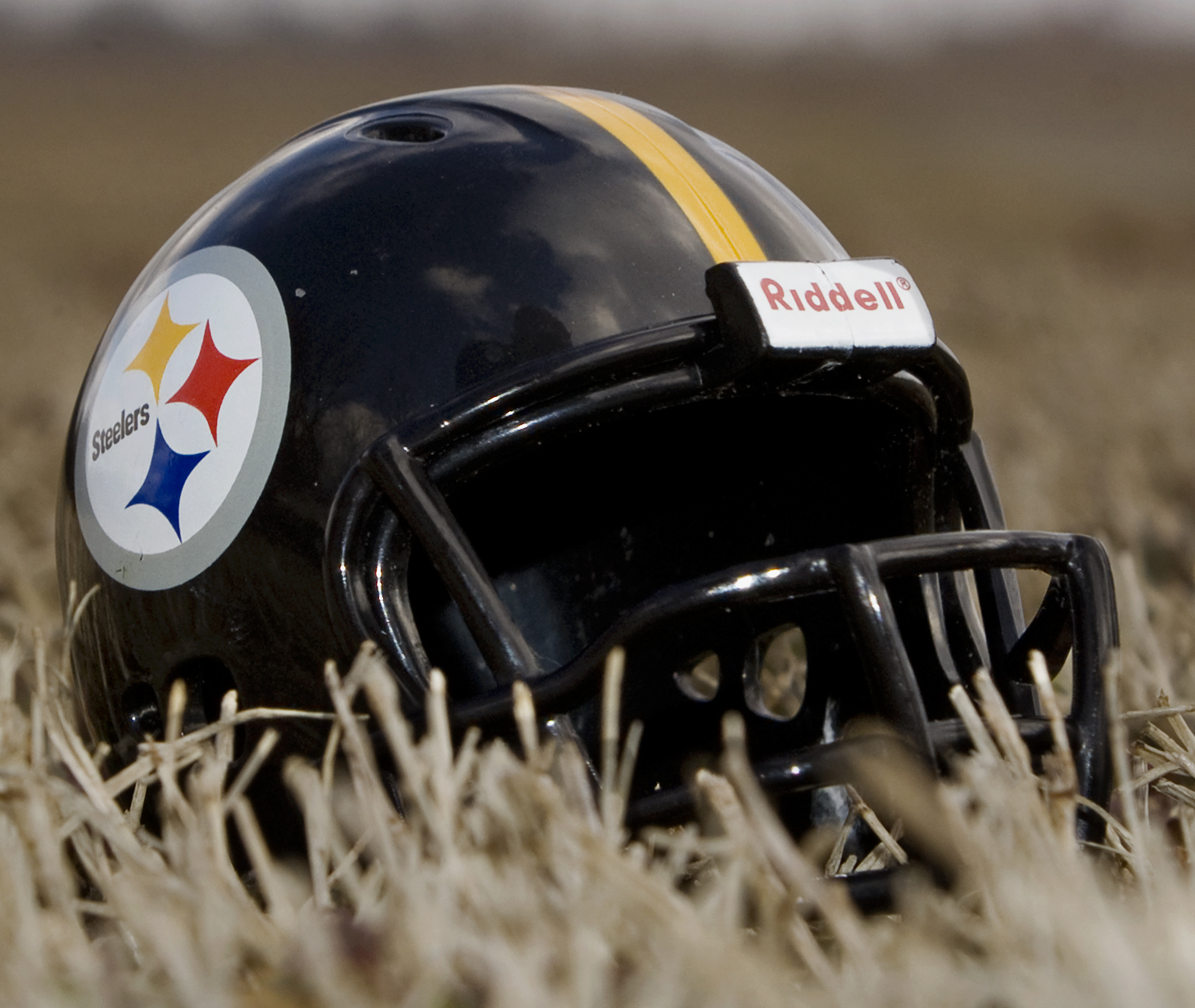
Il logo degli Steelers incorpora il logo ipocicloide dell'industria US Steel.

Ed Brown divenne il quarterback nella stagione 1963 quando Layne si ritirò. Pittsburgh terminò con un record di 7–4–3, ma solo al quarto posto in una competitiva Eastern Division. Ernie Stautner si ritirò a fine anno. Il 1963 vide gli Steelers trasferirsi definitivamente al Pitt Stadium.
Gli anni successivi furono disastrosi per gli Steelers. Un'altra stagione da mille yard di John Henry Johnson fu l'unica luce di un modesto 1964 che terminò con un record di 5-9. Un altro ritiro colpì la squadra, quello dell'allenatore Buddy Parker. La franchigia calò a picco nel 1965, terminando con un record di 2–12, il peggiore della lega. Nei quattro anni successivi, gli Steelers non terminarono mai con un bilancio migliore di 5–8–1 (1966), utilizzando otto diversi quarterback tra il 1965 e il 1969.
Indicativo delle difficoltà della franchigia degli Steelers il fatto che l'ovest della Pennsylvania produsse diversi ottimi quarterback, nessuno dei quali passato o che abbia brillato con gli Steelers. Unitas era un nativo di Pittsburgh, rendendo i suoi successi ancora più indigesti ai tifosi degli Steelers. George Blanda era originario dell'area di Pittsburgh, ma gli Steelers non lo firmarono mai. La vicina cittadina di Beaver Falls produsse Babe Parilli e in seguito Joe Namath, che sarebbero diventati delle stelle nella American Football League. Gli Steelers invece acquisirono il futuro Hall of Famer, nativo dell'Ohio, Len Dawson, ma se ne sbarazzarono presto, dopo di che questi ebbe una grande carriera coi Kansas City Chiefs. Jack Kemp, un nativo di Los Angeles, fece parte del roster degli Steelers, ma fu in fretta svincolato. Come Blanda, Parilli, Namath e Dawson, divenne una stella nella AFL degli anni sessanta. Le cose iniziarono a cambiare quando gli Steelers scelsero nel draft il nativo della Louisiana Terry Bradshaw nel 1970. Negli anni in cui nell'ovest della Pennsylvania stavano nascendo futuri Hall of Famer come Joe Montana, Dan Marino e Jim Kelly, Bradshaw e i suoi compagni agli Steelers stavano trasformando una delle peggiori squadre della storia della lega in una dinastia che avrebbe dominato la NFL per un decennio, diventando una delle franchigie più amate della nazione.

## Anni settanta: la dinastia della Steel Curtain

### Iniziali difficoltà
Le fortune degli Steelers iniziarono a migliorare con l'assunzione dell'allenatore Chuck Noll all'inizio del 1969, anche se vinse una sola gara nella sua stagione inaugurale (la peggior stagione di Pittsburgh dal 1941), battendo i Detroit Lions nella partita di debutto e perdendo le successive tredici. Joe Paterno aveva rifiutato il posto prima che venisse offerto a Noll.

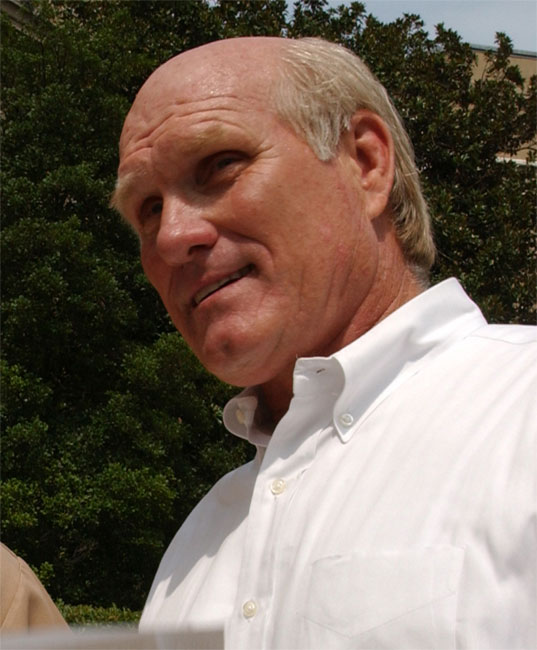
Terry Bradshaw vinse quattro Super Bowls come quarterback degli Steelers.

Un altro colpo di fortuna venne con la vittoria del sorteggio sui Chicago Bears dopo la stagione 1969 (entrambe le squadre avevano terminato con un record di 1-13 nel 1969, con l'unica vittoria dei Bears avvenuta ai danni proprio degli Steelers) per aggiudicarsi la prima scelta assoluta e selezionare dalla Louisiana Tech University la stella Terry Bradshaw. Per quanto terribile fosse stata la stagione 1969, essa si rivelò il trampolino di lancio per costruire una delle dinastie più di successo della storia della NFL.
Il maggior talento di Noll fu quello di selezionare i giocatori nel draft, scegliendo "Mean" Joe Greene nel 1969, Terry Bradshaw e Mel Blount in 1970, Jack Ham nel 1971, Franco Harris nel 1972 e nel 1974, scelse Mike Webster, Lynn Swann, John Stallworth, e Jack Lambert. Secondo NFL Network questa è stata la miglior classe del draft della storia della NFL con Webster, Swann, Stallworth e Lambert che vennero tutti indotti nella Hall of Fame e vinsero tutti quattro Super Bowl. Questo gruppo di giocatori formò la base di una delle migliori formazioni della storia della NFL.

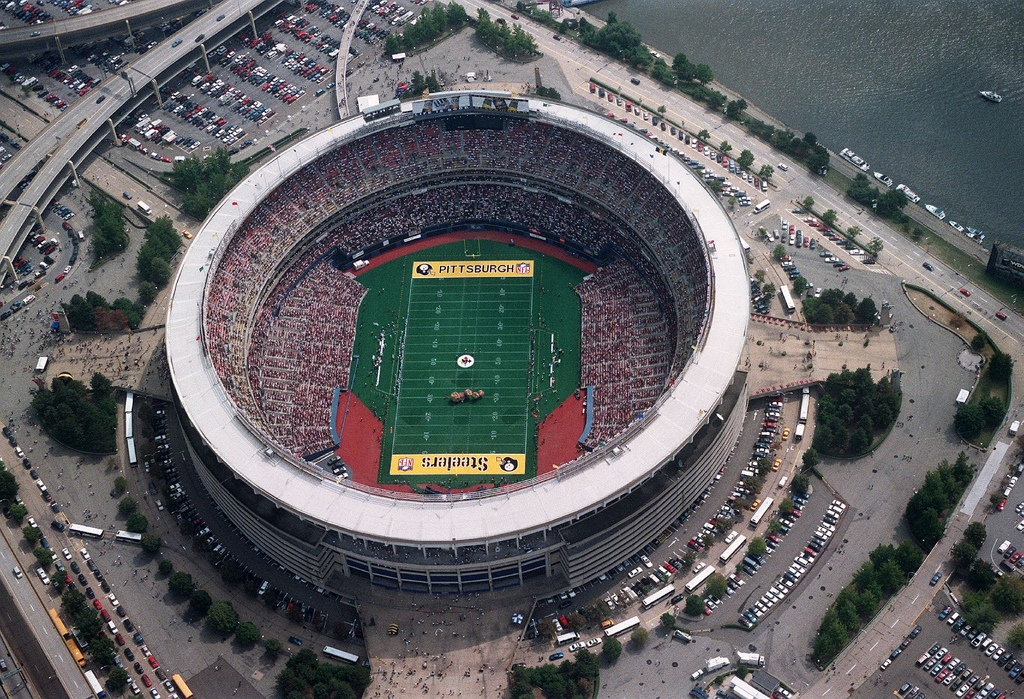
Il Three Rivers Stadium divenne la nuova casa degli Steelers nel 1970.

Il 1970 fu un anno di svolta per gli Steelers. La squadra, assieme ai Cleveland Browns (con i quali si sviluppò un'intensa rivalità) e i Baltimore Colts, si unirono alle squadre della vecchia American Football League (AFL) nella nuova American Football Conference (AFC), in seguito alla fusione tra AFL e NFL quell'anno. La squadra ricevette tre milioni di dollari come compensazione per il trasferimento, che fu di vitale utilità: per anni non aveva mai avuto le reali possibilità economiche per contendere per il titolo. Gli Steelers si spostarono al Three Rivers Stadium e Terry Bradshaw, fu nominato quarterback titolare. Myron Cope, considerato da molti un'istituzione di Pittsburgh, iniziò il primo dei suoi 35 anni di carriera come commentatore radiofonico delle gare della squadra. I risultati iniziali, malgrado un miglioramento rispetto alla fine del decennio precedente, non furono molti. Pittsburgh perse la prima gara della stagione contro gli Houston Oilers e Bradshaw faticò per gran parte dell'annata, subendo sack che causarono delle safety in ognuna delle sue prime tre gare e lanciando 24 intercetti, per un record di 5-9. I media locali lo coprirono di critiche per lungo tempo. Nel 1971, Bradshaw lanciò 22 intercetti e la stagione si concluse con un bilancio di 6-8.

### 1972-73: la Immaculate Reception
Il 1972 fu l'anno della vera svolta. Il rookie Franco Harris si unì alla squadra e corse 1.055 yard, segnando 11 touchdown. Pittsburgh terminò con un record di 11–3, al primo posto nella AFC Central, raggiungendo i playoff per la prima volta dal 1947.

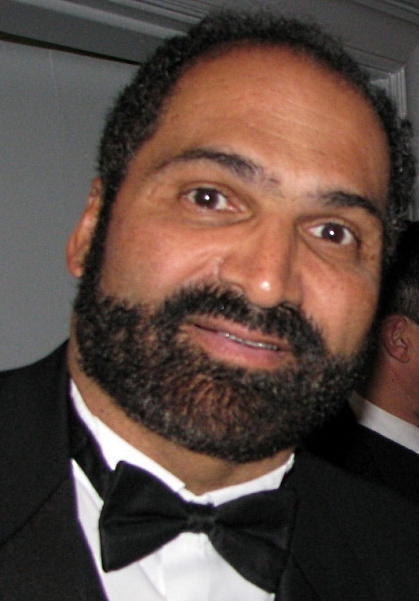
Franco Harris nel 2009.

La loro prima gara di playoff, contro gli Oakland Raiders al Three Rivers Stadium, vide una delle giocate più famose della storia della NFL, soprannominata The Immaculate Reception. Su un quarto down, con gli Steelers in svantaggio 7-6 a 22 secondi dal termine e sulla loro linea della 40 yard, Bradshaw lanciò un passaggio verso John "Frenchy" Fuqua. La safety dei Raiders Jack Tatum si scontrò con Fuqua proprio mentre gli stava arrivando il pallone. Il colpo di Tatum mandò Fuqua a terra, spedendo il pallone all'indietro, e questo venne raccolto da Franco Harris, che si diresse verso la end zone, segnando il controverso touchdown della vittoria per 13-7. Nella finale della AFC della settimana, gli Steelers persero contro i Miami Dolphins che avrebbe compiuto la "stagione perfetta" per 21–17. Fu un finale deludente ma anche l'inizio di otto partecipazioni ai playoff consecutive. Probabilmente la giocata più memorabile della storia della NFL, la Immaculate Reception spinse gli Steelers ai loro anni di gloria negli anni settanta.
Dopo una partenza con un record di 8-1 nel 1973, una striscia negativa nel finale degli Steelers fece perdere alla squadra la possibilità di giocare diverse gare di playoff in casa, finendo secondi nella division dietro ai Cincinnati Bengals a causa della classifica avulsa con un record du 10–4. Gli Steelers disputarono a Oakland il primo turno dei playoff e persero 33–14.

### 1974: il primo Super Bowl

Il logo del Super Bowl IX, il primo vinto dagli Steelers.

Gli Steelers scelsero il nucleo della difesa soprannominata "Steel Curtain" nel Draft NFL 1974. Questo consentì alla squadra di raggiungere la vetta per la prima volta. Terry Bradshaw fu messo in panchina dopo le cattive prestazioni all'inizio della stagione, venendo sostituito come titolare da Joe Gilliam, il quale però non fece meglio, portando al ritorno di Bradshaw in cabina di regia. Gli Steelers terminarono con un record di 10–3–1 vincendo il titolo di division e con "Mean" Joe Greene che vinse il premio miglior difensore dell'anno della NFL.
Dopo aver battuto Buffalo Bills e Oakland Raiders con relativa facilità nei primi due turni dei playoff, gli Steelers incontrarono i Minnesota Vikings a New Orleans nel Super Bowl IX. La gara fu una battaglia difensiva: gli unici punti segnati nel primo tempo giunsero da una safety messa a segno dagli Steelers sul quarterback di Minnesota Fran Tarkenton che subì un sack nella end zone. Nel secondo tempo, gli Steelers segnarono un touchdown in seguito a un fumble sul ritorno di un kickoff e un altro segnato da Larry Brown. Con la vittoria per 16–6, gli Steelers conquistarono il loro primo titolo dopo 42 anni di sconfitte.

### 1975: secondo Super Bowl

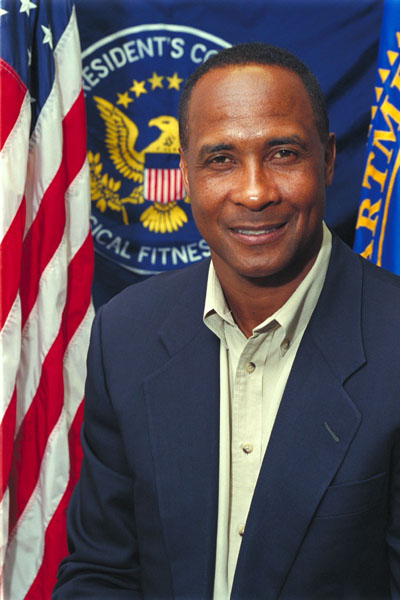
Lynn Swann fu l'MVP del Super Bowl X.

La squadra disputò un'annata ancora migliore nel 1975. Pittsburgh vinse 11 gare consecutive e subì più di venti punti in due sole partite. Mel Blount fu nominato difensore dell'anno della AFC, Franco Harris corse 1.246 yard (secondo nella lega dietro O.J. Simpson), Lynn Swann segnò 11 touchdown su ricezione e Terry Bradshaw giocò molto meglio che nelle precedenti stagioni, con 2.055 yard passate, 18 TD e solo 9 intercetti. La squadra terminò con un record di 12-2, il migliore della AFC. Nei playoff, Pittsburgh batté i Baltimore Colts 28–10 e gli Oakland Raiders 16–10 nella finale della AFC.
Gli Steelers raggiunsero il secondo Super Bowl consecutivo, questa volta contro i Dallas Cowboys a Miami. In svantaggio 10-7 nel quarto periodo, Roy Gerela calciò due 2 field goal e Bradshaw passò un touchdown da 64 yard per Swann che portarono Pittsburgh in vantaggio. Dopo che anche i Cowboys rimontarono segnando un touchdown, un intercetto subito all'ultimo minuto da Roger Staubach chiuse la partita sul 21–17 per gli Steelers. Lynn Swann segnò che segnò il touchdown decisivo in quel Super Bowl, fu premiato come MVP.

### 1976-77: sconfitte nei playoff
I due volte campioni in carica ebbero una partenza difficile nel 1976, perdendo quattro delle loro prime cinque gare. La squadra però si riprese e grazie alla solita ottima difesa vinse le ultime nove gare consecutive. Per il terzo anno consecutivo, un giocatore degli Steelers (questa volta Jack Lambert) vinse il premio di difensore dell'anno della AFC. Pittsburgh terminò con un record di 10-4 e spazzò via i Colts 40–14 nel divisional round dei playoff. Nella finale della AFC, gli Steelers rallentati dagli infortuni persero 24–7 contro la loro perenne nemesi nei playoff e futuri vincitori del Super Bowl, i Raiders.
La stagione 1977 di Pittsburgh fu relativamente deludente. Bradshaw lanciò più intercetti che touchdown, il fullback Rocky Bleier dimezzò la propria produzione rispetto al 1976 e la famosa Steel Curtain concesse quasi il doppio dei punti subiti. La squadra vinse comunque la propria division con un record di 9–5 ma perse 34–21 contro i Denver Broncos nei divisional playoff.

### 1978: terzo Super Bowl
Pittsburgh fece registrare un record di 14–2 nella stagione regolare, il migliore della NFL. Nei playoff, gli Steelers spazzarono via Denver Broncos e Houston Oilers con un punteggio complessivo di 67–15, qualificandosi per il Super Bowl XIII.

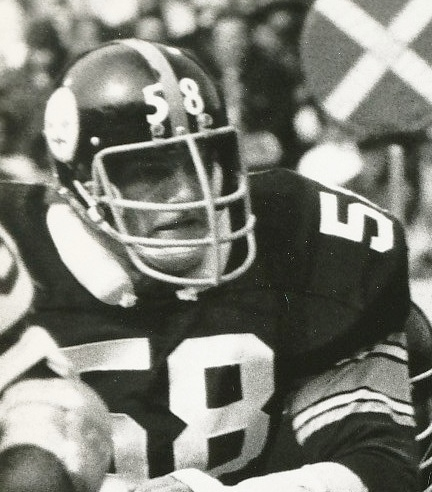
Il linebacker Jack Lambert.

Quella gara, una rivincita coi Cowboys, è considerata da molti uno delle migliori edizioni del Super Bowl di tutti i tempi. Bradshaw lanciò quattro passaggi da touchdown ma i Cowboys rimasero sempre in partita, grazie al recupero di un fumble trasformato in touchdown da Mike Hegman. Dopo che Swann e Harris segnarono due touchdown a 19 secondi di distanza l'uno dall'altro nel quarto periodo, i Cowboys risposero con le marcature di Billy Joe Dupree e Butch Johnson portandosi a quattro punti di distanza a 22 secondi dal termine. Gli Steelers recuperarono l'onside kick e conservarono la vittoria per 35–31. Terry Bradshaw fu l'MVP dell'incontro.

### 1979: quarto Super Bowl
La stagione 1979 fu l'ultima della dinastia. Bradshaw lanciò oltre 3.700 yard e 26 touchdown e John Stallworth ricevette 1.183 yard. La squadra terminò ancora con un record di 12–4, vincendo la AFC Central. Nei playoff sconfissero i Dolphins 34–14 e gli Oilers 27–13, incontrando i Los Angeles Rams nel loro quarto Super Bowl.
I Rams avevano un certo numero di ex membri dello staff degli Steelers, i quali avevano una certa conoscenza degli schemi e delle chiamate della squadra. Per questo motivo, misero in difficoltà gli Steelers per tre quarti. Bradshaw lanciò tre intercetti, ma anche due lunghi touchdown nel secondo tempo (uno per Swann e uno per Stallworth). I Rams non riuscirono a recuperare e Pittsburgh vinse 31–19.
I successi della squadra in quest'epoca portarono a un'espansione della loro legione di tifosi oltre i suoi confini geografici. Ancora oggi, Pittsburgh rimane tra i leader della lega nella vendita di merchandising e attira tifosi da tutta la nazione per le proprie gare. La lealtà di questi tifosi è talvolta soprannominata Steeler Nation (ispirandosi alla Raider Nation degli Oakland Raiders).

## 1980-1981: un decennio di declino
Gli Steelers furono colpiti dai ritiri di tutti i giocatori chiave degli anni del Super Bowl. Rocky Bleier dopo la stagione 1980. "Mean Joe" Greene e L.C. Greenwood dopo la stagione 1981, Lynn Swann e Jack Ham afterdopo il 1982, Terry Bradshaw e Mel Blount dopo il 1983, Jack Lambert e Franco Harris dopo il 1984 e John Stallworth dopo la stagione 1987.

### 1980-81: fuori dai playoff
La stagione 1980 fu quella del canto del cigno per la squadra che andava alla ricerca del quinto anello del Super Bowl. Rallentati dall sfortuna, dall'età, dagli infortuni e da un anno negativo di Terry Bradshaw, gli Steelers terminarono con un record di 9–7, mancando i playoff. Nel 1981 non andò meglio, concludendo con un bilancio di 8-8.

### 1982-83
Molti cambiamenti coinvolsero gli Steelers durante la stagione 1982, incluso l'allenatore Chuck Noll che installò una difesa di tipo 3–4 per far fronte alle nuove regole della lega che rafforzavano l'importanza del gioco sui passaggi e le partenze di Joe Greene e L.C. Greenwood. Pittsburgh terminò con un record la 6–3 la stagione accorciata per uno sciopero dei giocatori e raggiunse i playoff per la prima volta dal 1979. Lì persero una gara tirata quando Kellen Winslow segnò due touchdown nel quarto periodo, terminando 31–28 contro i San Diego Chargers.
Bradshaw rimase ai margini del campo per un infortunio al gomito per la maggior parte della stagione 1983 (la sua ultima), con Cliff Stoudt che prese il posto dietro il centro. Franco Harris corse 1.007 yard nella sua ultima stagione Pittsburgh (si trasferì ai Seattle Seahawks per il suo anno finale) e Keith Willis fece registrare un primato in carriera di 13 sack. Gli Steelers persero quattro delle ultime cinque gare della stagione regolare ma con un record di 10–6 riuscirono a vincere la division. Nel primo turno di playoff, gli Steelers uscirono velocemente, subendo un imbarazzante 38–10 dai Los Angeles Raiders.

### 1984
Il 1984 avrebbe dovuto essere un anno di ricostruzione. Mark Malone e David Woodley si divisero il ruolo di quarterback, con Frank Pollard che prese il posto di running back, mentre il rookie offensivo dell'anno Louis Lipps brillò come wide receiver. Con un bilancio di 9-7 gli Steelers vinsero un altro titolo di division. Tra le nove vittorie, gli Steelers inflissero ai San Francisco 49ers la loro unica sconfitta della stagione, che si sarebbe conclusa con un record complessivo di 18-1 e la vittoria del Super Bowl. Nei divisional playoff contro i Denver Broncos, gli Steelers rimontarono nel quarto periodo vincendo per 24–17 ma persero successivamente contro Dan Marino (nativo di Pittsburgh e che gli Steelers avevano preferito non selezionare nel Draft NFL 1983) e i Dolphins, 45–28.

### 1985-87
Malgrado una grandi annata da parte di Lipps e Pollard, la stagione 1985 degli Steelers crollò in dicembre, perdendo tutte le ultime 4 gare e terminando con un record di 7–9. Nel 1986, Malone divenne l'unico quarterback titolare ed Earnest Jackson (che veniva da due stagioni consecutive da mille yard corse coi Philadelphia Eagles) fu aggiunto all'attacco, ma la squadra non migliorò, terminando con un record di 6–10. Una stagione da 8–7 (accorciata di una gara a causa di un altro sciopero) nel  1987 non fu abbastanza per Malone per conservare il suo lavoro a Pittsburgh. Bubby Brister divenne il nuovo quarterback titolare della squadra.

### 1988-89
La stagione 1988 con un record di 5-11 fu la peggiore degli ultimi vent'anni per gli Steelers. Mike Webster fu svincolato a fine anno. La squadra del 1989 ebbe una partenza difficile ma vinse cinque delle ultime sei gare terminando con un record di 9–7, sufficiente per ottenere una wild card nei playoff. Nel primo turno contro gli Houston Oilers, gli Steelers orchestrarono una disperata rimonta nel quarto periodo, vincendo per 26–23 ai supplementari con un field goal da 50 yard di Gary Anderson. Quella gara costò all'allenatore di Houston Jerry Glanville il suo posto. Nel turno successivo contro i Denver Broncos, fu invece John Elway che completò una rimonta dell'ultimo minuto, eliminando gli Steelers con una sconfitta per 24–23. Il defensive back Rod Woodson, alla sua terza stagione, fu convocato per il primo di sette Pro Bowl consecutivi.

### 1990-91
Gli Steelers terminarono con un record di 9–7 nel 1990 guidati dalla miglior difesa della NFL a livello di yard concesse. La difesa fu guidata da una seconda linea che poteva contare su un superbo Rod Woodson e che fu particolarmente efficace, subendo soli 9 touchdown e intercettano 19 passaggi (gli Steelers in totale ne intercettarono 24). La stagione però terminò in modo deludente dal momento che in tre settimane gli Steelers persero due volte contro i Cincinnati Bengals e la gara finale in trasferta contro gli Houston Oilers, rimanendo esclusi dai playoff.
La stagione 1991 vide il quarterback rookie Neil O'Donnell mostrare alcuni sprazzi di classe ma il resto della squadra non fu all'altezza e la franchigia terminò con un bilancio di 7–9.

## 1992-2006: gli anni di Bill Cowher

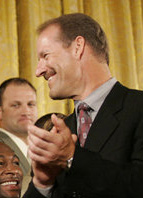
L'allenatore Bill Cowher.

Chuck Noll, l'allenatore degli Steelers dal 1969, si ritirò alla fine della stagione. Noll fu sostituito dal coordinatore difensivo dei Kansas City Chiefs Bill Cowher, un nativo di Crafton, nella periferia di Pittsburgh. Cowher guidò gli Steelers ai playoff in ognuna delle sue prime sei stagioni come allenatore, un'impresa compiuta in precedenza solamente dal leggendario coach Paul Brown dei Cleveland Browns.

### 1992
Cowher ebbe un immediato impatto nella stagione 1992, così come il running back al terzo anno Barry Foster, le cui 1.690 yard corse furono il secondo risultato della lega dietro Emmitt Smith. Woodson mise a segno sei sack, un primato in carriera. Gli Steelers con un record di 11–5 vinsero la AFC Central e la possibilità di saltare il primo turno di playoff. Le loro speranze si infransero tuttavia contro i Buffalo Bills, perdendo 24-3 nel divisional round.

### 1993
Gli Steelers calarono nel finale della stagione 1993, partendo con un record di 6–3 ma terminando 9–7. Riuscirono comunque a centrare l'ultimo posto utile nei playoff, viaggiando all'Arrowhead Stadium per affrontare i Kansas City Chiefs nel turno delle wild card. In vantaggio 24–17 a due minuti dal termine, la difesa degli Steelers concesse un passaggio da touchdown a Joe Montana su una situazione di quarto down per il poco noto Tim Barnett, pareggiando la gara. Ai supplementari, i Chiefs vinsero con un field goal di Nick Lowery.

### 1994
La stagione 1994 riportò nella mente dei tifosi degli Steelers vecchi ricordi degli anni settanta. A Barry Foster come running back si unì il rookie Bam Morris e insieme corsero quasi 1.700 yard. La difesa "Steel Curtain" fece un'estemporanea ricomparsa, con Kevin Greene che mise a segno 14 sack, più altri 10 fatti registrare da Greg Lloyd. Con un bilancio di 12-4, gli Steelers ebbero il miglior record della AFC. Nei divisional playoff Pittsburgh batté facilmente i Cleveland Browns 29–9 ed era nettamente favorita nella finale della AFC contro i San Diego Chargers. Gli Steelers sembrarono dominare, almeno nelle cifre: O'Donnell passò 349 yard contro le 165 di Stan Humphries, avendo il doppio del possesso del pallone. Nel terzo quarto si trovarono in svantaggio però per 13-3 quando Alfred Pupunu e Tony Martin segnarono touchdown da 43 yard ciascuno. Alla fine furono i Chargers a qualificarsi al Super Bowl XXIX, con un punteggio di 17–13. Gli Steelers del 1994 finirono la loro deludente stagione a sole tre yard dalla prima apparizione al Super Bowl dal 1980, quando un passaggio di O'Donnell per Foster fu deviato a terra. Questa giocata sintetizzò la stagione degli Steelers, incompiuta, e purtroppo per loro, questa parola fu un segno distintivo di tutta l'era Cowher.

### 1995: sconfitta nel Super Bowl
La stagione 1995 non fu meno dominante. Foster lasciò la squadra ma Erric Pegram (preso dagli Atlanta Falcons) lo sostituì degnamente correndo 800 yard quella stagione. Yancey Thigpen ricevette 1.307 yard e Willie Williams fece registrare sette intercetti. La squadra con un record di 11-5 vinse ancora la propria division e poté saltare il primo turno di playoff. Come nel 1994, gli Steelers dominarono i divisional playoff (40–21 sui Buffalo Bills) ma la cenerentola Indianapolis Colts diede loro del filo da torcere nella finale della AFC. La squadra in vantaggio cambiò per quattro volte, l'ultima quando Bam Morris segnò un touchdown con un minuto e 34 secondi rimanenti. Il quarterback dei Colts Jim Harbaugh lanciò un passaggio della disperazione che però Aaron Bailey si fece sfuggire nella end zone. Gli Steelers vinsero 20–16 e andarono ad affrontare i Dallas Cowboys nel Super Bowl XXX.
I Cowboys avevano dominato gli anni novanta come gli Steelers avevano fatto negli anni settanta e si portarono velocemente in vantaggio per 13-0. Pittsburgh mostrò alcuni segnali di vita quando Yancey Thigpen segnò un touchdown prima della fine del primo tempo e un onside kick fu recuperato a sorpresa, portando a un altro touchdown di Bam Morris ad accorciare il punteggio di 20–17, nel finale del quarto periodo. La difesa degli Steelers forzò velocemente Dallas al punto, ma Neil O'Donnell lanciò il suo secondo, e peggiore, intercetto della gara, in modo simile al precedente, facendo svanire ogni speranza di rimonta per gli Steelers. Entrambi gli intercetti portarono Dallas a segnare dei semplici touchdown e gli Steelers persero 27–17.

### 1996
Il Super Bowl XXX fu l'ultima gara di O'Donnell come Steeler, venendo assunto dai New York Jets come free agent nei mesi successivi. Pittsburgh scelse nel draft Kordell Stewart nel 1995, tenendolo solo come riserva nel 1996. Mike Tomczak fu nominato quarterback titolare. Gli Steelers furono coinvolti anche in uno scambio in cui ottennero il running back Jerome Bettis dai St. Louis Rams, il quale corse oltre 1.400 yard nel suo primo anno con la nuova franchigia. Un declino nel finale di stagione fece calare le possibilità degli Steelers di raggiungere il Super Bowl ma grazie a un record di 10–6 vinsero comunque la division. Pittsburgh vinse facilmente nel turno delle wild card (42–14 sui Colts) ma fu sconfitta altrettanto facilmente 28–3 dai New England Patriots nel turno successivo.

### 1997
A Stewart fu assegnato il ruolo di quarterback titolare nel 1997 dopo che Tomczak non era stato all'altezza delle aspettative. Stewart invece fece una buona impressione ai tifosi nella sua prima annata completa, passando 3.000 yard e 21 touchdown. Bettis superò ancora le mille yard ricevute e Thigpen ne ricevette altre mille. Gli Steelers ancora una volta vinsero la AFC Central e con un record di 11-5 saltarono il primo turno di playoff. Lì vinsero per 7–6 una battaglia difensiva coi Patriots nel divisional playoff, qualificandosi per la finale della AFC Championship al Three Rivers Stadium contro i Denver Broncos. Kordell Stewart segnò presto, ma i Broncos esplosero nel secondo quarto. Un tentativo di rimonta degli Steelers nel quarto periodo non si completò e la squadra perse contro i futuri vincitori del Super Bowl per 24–21.

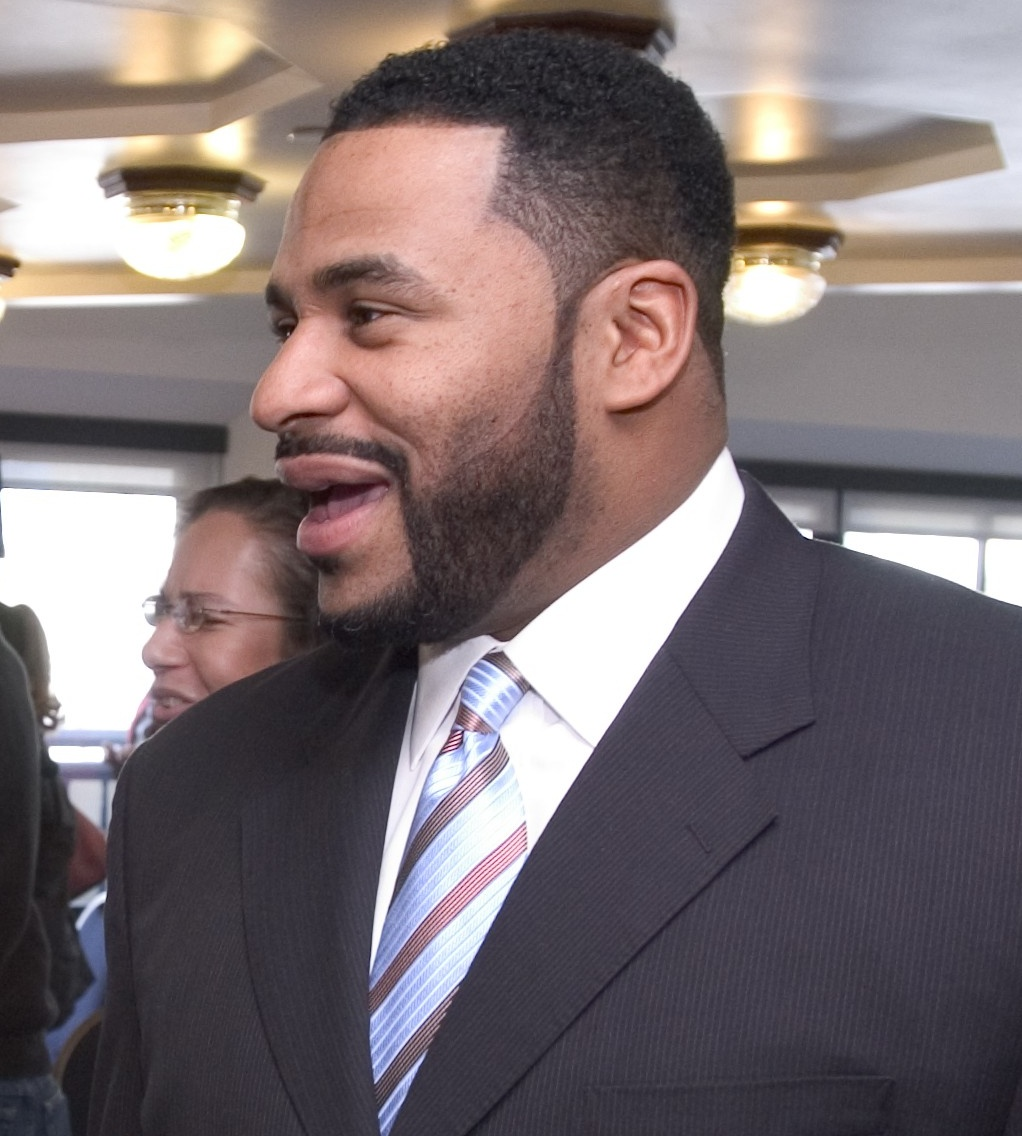
Il running back Jerome Bettis.

### 1998
Nel 1998, dopo aver vinto sette delle prime undici gare, sembrava che gli Steelers potessero tornare ai playoff. Due sconfitte contro i Cincinnati Bengals e una contro i Detroit Lions nel Giorno del Ringraziamento ai tempi supplementari tennero però la squadra fuori dalla post-season.

### 1999
La squadra ebbe un'annata turbolenta nella stagione 1999. Stewart fu messo in panchina a metà stagione e Tomczak tornò ad essere il quarterback titolare. I ricevitori della squadra erano quasi completamente nuovi (inclusa la futura stella Hines Ward) mostrando a volte la loro inesperienze, con la squadra che terminò con un record di 6-10, il peggiore degli ultimi undici anni

### 2000
La stagione 2000 fu l'ultima al Three Rivers Stadium. Il ruolo di quarterback titolare fu affidato Kent Graham. Le sue giocate sotto la media e gli infortuni a inizio stagione fecero passare Kordell Stewart al suo posto e la squadra iniziò a mostrare dei segnali di miglioramento. Jerome Bettis corse 1.341 yard. Il wide receiver rookie Plaxico Burress si unì alla squadra per fare coppia con Hines Ward. Il linebacker Jason Gildon, l'unico Pro Bowler della squadra, ebbe un primato di carriera di 13,5 sack, oltre ad altri 10,5 sack arrivarono da Joey Porter, con la franchigia che terminò con un record di 9-7. La difesa non concesse touchdown per 20 quarti consecutivi, a soli due dal record NFL stabilito dagli stessi Steelers nel 1976. Malgrado ciò, la squadra non riuscì a raggiungere i playoff per il terzo anno consecutivo. Gli Steelers vinsero anche l'ultima gara di sempre al Three Rivers Stadium superando i Washington Redskins 24–3.

### 2001

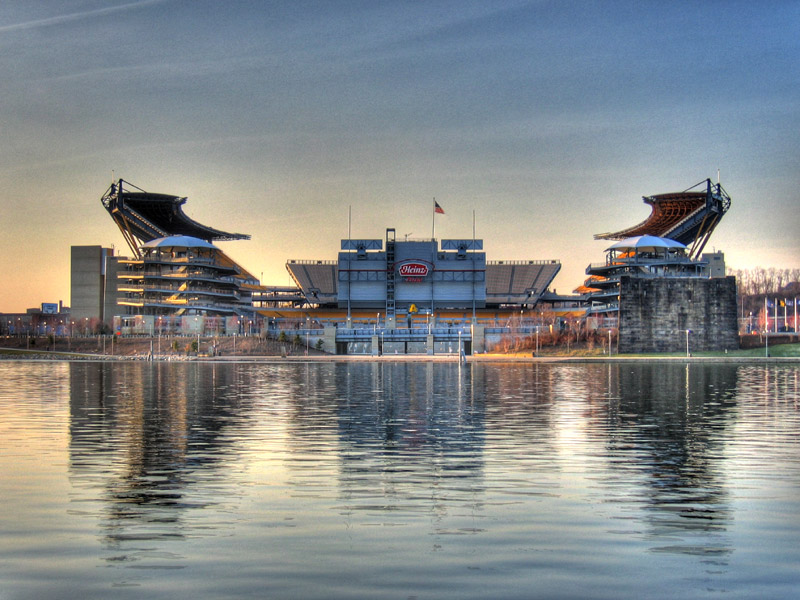
L'Heinz Field divenne la nuova casa degli Steelers nel 2001.

Gli Steelers si trasferirono all'Heinz Field nella stagione 2001. Sia Ward sia Burress superarono le mille yard ricevute e il linebacker Kendrell Bell fu nominato rookie difensivo dell'anno. Bettis saltò le ultime cinque gare della stagione regolare per infortunio e iniziò i playoff con un infortunio al ginocchio, ma Chris Fuamatu-Ma'afala e Amos Zereoue non lo fecero rimpiangere. La squadra terminò col miglior record della AFC, 13-3.
Zereoue, sostituto di Bettis, segnò due touchdown nei divisional playoff contro i campioni in carica, i Baltimore Ravens, dando la vittoria agli Steelers per 27–10. Pittsburgh in seguito ospitò la sua quarta finale della AFC in otto anni, questa volta contro i New England Patriots. L'ottimismo attorno alla squadra era grande e Bettis era sulla via del ritorno. I Patriots passarono presto in vantaggio grazie a due touchdown segnati dagli special team, ma gli Steelers tentarono di rimontare nel terzo periodo, segnando touchdown su corsa con Bettis e Zereoue. Gli ultimi due drive di Kordell Stewart terminarono però entrambi con degli intercetti e i Patriots futuri vincitori del Super Bowl vinsero 24–17.

### 2002
La scarsa efficacia di Stewart nelle gare più importanti e la sua tendenza a lanciare intercetti gli fecero perdere il posto da quarterback titolare all'inizio della stagione 2002. Tommy Maddox prese il suo posto. Maddox perse solamente tre gare, con gli Steelers che terminarono con un bilancio di 10–5–1, vincendo la nuova AFC North division.
Nel primo turno dei playoff, la squadra affrontò uno dei suoi storici rivali, i Cleveland Browns. Gli Steelers erano in svantaggio 24-7 nel terzo periodo ma Maddox guidò una selvaggia rimonta. Jerame Tuman, Hines Ward e Chris Fuamatu-Ma'afala segnarono tutti nel quarto periodo, portando a casa la vittoria per 36–33. Il turno successivo contro i Tennessee Titans fu ugualmente drammatico. Hines Ward pareggiò la gara all'inizio dell'ultimo quarto con un touchdown da 21 yard, con la partita che giunse ai supplementari. Tennessee vinse il lancio della monetina e il kicker dei Titans Joe Nedney calciò un field goal, segnandolo. Gli Steelers però avevano chiamato un time-out, così il field goal non venne assegnato. Il secondo tentativo di Nedney uscì alla destra dei pali, ma agli Steelers venne fischiato un fallo di Dwayne Washington. Il terzo tentativo andò a segno e fu quello decisivo, dietro le proteste di Bill Cowher che riteneva di aver chiamato un altro time-out. Il punteggio finale fu di 34-31 per i Titans.

### 2003
L'annata 2003 fu una delusione su tutti i fronti. A causa degli infortuni alla offensive line e ai precedenti successi di Maddox nel gioco sui passaggi, gli Steelers cambiarono il loro stile di gioco solitamente impostato sulle corse. Maddox però lanciò solo 18 touchdown a fronte di 17 intercetti, portando i tifosi a chiedersi se la stagione precedente fosse stata solo frutto del caso. Né Jerome Bettis né Plaxico Burress raggiunsero le mille yard e gli Steelers terminarono con un record di 6-10.

### 2004: 15-1
Nel Draft NFL 2004, gli Steelers selezionarono il quarterback Ben Roethlisberger dalla Miami University (Ohio) nel primo giro. Maddox conservò il posto da titolare fino a quando si infortunò nella seconda gara della stagione, a Baltimora, contro i Ravens. Roethlisberger fu spedito nel vivo dell'azione e immediatamente entusiasmò i tifosi. "Big Ben" non perse una sola gara durante la stagione regolare, stabilendo il record NFL per gare consecutive vinte da un quarterback rookie a inizio carriera. Comprese in questa striscia ci furono delle convincenti vittorie sui New England Patriots (interrompendo la loro striscia di 21 vittorie consecutive) e sui futuri campioni della NFC, i Philadelphia Eagles. Verso il finale di stagione, Roethlisberger e il resto degli Steelers iniziarono a mostrare segnali di logoramento ma riuscirono sempre a uscire come vincitori. Gli Steelers terminarono con un record di 15-1, il migliore della lega e il migliore della loro storia.
Dopo essersi affidati nel 2003 con poco successo al gioco sui passaggi, gli Steelers nel 2004 tornarono alla loro formula abituale, con un gioco fortemente orientato sulle corse e una solida difesa. Il dominante gioco sulle corse, che poteva contare su Jerome Bettis e Duce Staley (acquisito prima dell'inizio della stagione), fu accompagnato dall'efficiente e a volte esplosivo gioco sui passaggi guidato da Roethlisberger e dai ricevitori Burress, Ward e Antwaan Randle El. La difesa, una delle migliori della lega, era guidata dai linebacker da Pro Bowl James Farrior e Joey Porter e dalla safety Troy Polamalu. Solo tre squadra in precedenza (i 49ers dell'84, i Bears dell'85 Bears e i Vikings del '98) avevano vinto 15 gare nella stagione regolare, con gli Steelers che furono la prima squadra della AFC a compiere quell'impresa.
I divisional playoff li videro opposti ai New York Jets, qualificati con una wild card. Roethlisberger lanciò due intercetti, uno dei quali ritornato in touchdown da Reggie Tongue ma un touchdown di Hines Ward pareggiò la gara sul 17–17 nel quarto periodo. Il kicker dei Jets Doug Brien ebbe due possibilità di vincere la gara con un field goal, ma li sbagliò entrambi. Jeff Reed invece segnò un field goal nei tempi supplementari e gli Steelers vinsero 20–17.
Gli Steelers tornarono nella finale della AFC, ancora a Pittsburgh, per una rivincita contro i Patriots. New England prese un largo vantaggio nel primo periodo dopo due palloni persi dagli Steelers. Nel secondo quarto, Rodney Harrison intercettò Roethlisberger (che nel complesso subì tre intercetti) ritornandolo in touchdown. Gli Steelers provarono a rimontare nel terzo periodo ma non vi riuscirono. I Patriots, un'altra dinastia paragonata a quella degli Steelers negli anni settanta, vinsero 41–27. Per la quarta volta negli ultimi dieci anni, gli Steelers persero la finale della AFC in casa sotto la direzione di Bill Cowher.

### 2005: quinto Super Bowl
Malgrado l'aver perso Plaxico Burress come free agent (finito ai New York Giants), gli Steelers fecero alcune mosse per assicurarsi il ritorno nei playoff. La prima fu di scegliere il tight end Heath Millerfrom dalla University of Virginia nel Draft NFL 2005. Altre scelte inclusero il cornerback da Florida State Bryant McFadden, l'offensive guard dalla Northwestern University Trai Essex e il ricevitore dalla Georgia University Fred Gibson.
Nel 2005, gli Steelers speravano di fare ritorno nella post-season. Gli infortuni di Jerome Bettis e Duce Staley costrinsero Willie Parker a diventare il running back titolare, ruolo in cui si trovò bene, portando alla vittoria nelle prime due gare contro Tennessee Titans (34–7) e Houston Texans (27–7) per aprire la stagione. Nella gara successiva invece, i New England Patriots portarono Ben Roethlisberger alla sua prima sconfitta nella stagione regolare degli Steelers in una reclamizzata rivincita della finale della AFC del 2004. Due settimane dopo, Pittsburgh si riprese battendo i San Diego Chargers 24–22 con un field goal da 40 yard di Jeff Reed. La vittoria fu pagata a caro prezzo, poiché Roethlisberger subì un infortunio al ginocchio sinistro. Tommy Maddox fu nominato titolare per la gara successiva contro i Jacksonville Jaguars, persa ai supplementari 23–17. Le discussioni di Maddox fuori dal campo con coach Bill Cowher gli costarono il ruolo di prima riserva. Fortunatamente, "Big Ben" fu in grado di disputare la successiva gara in trasferta contro i Cincinnati Bengals. Nonostante la vittoria per 27–13, il suo ginocchio sinistro richiese un intervento chirurgico. Big Ben lottò contro il dolore nella vittoria della sua squadra 20–19 nel Monday Night Football contro i Baltimore Ravens, aggravando però i suoi infortuni. Charlie Batch fu nominato titolare e portò a due vittorie contro i Green Bay Packers (20–10 in trasferta) e i Cleveland Browns (34–21 in casa), una gara in cui il wide receiver Hines Ward stabilì il record di franchigia per numero di ricezioni in carriera (543), superando John Stallworth e le sue 537. Sfortunatamente, Batch si ruppe una mano, costringendolo ad uscire dal campo. A Tommy Maddox fu assegnato il ruolo di titolare contro i Ravens ma ancora una volta non si dimostrò all'altezza e Pittsburgh perse 16–13 ai supplementari. Dopo il ritorno di Roethlisberger, gli Steelers persero le due gare in casa contro gli allora imbattuti Indianapolis Colts (26–7 in trasferta) e contro i Bengals (38–31). Si ripresero però vincendo le ultime quattro gare della stagione (21–9 sui Bears, 18–3 in casa dei Vikings, 41–0 a Cleveland contro i Browns e 35–21 in casa coi Lions) centrando l'ultimo posto utile per entrare nei playoff.
Domenica 8 gennaio 2006 gli Steelers andarono al Paul Brown Stadium per la partita del turno delle wild card contro i Cincinnati Bengals. Nella seconda giocata offensiva dei Bengals, il quarterback Carson Palmer lanciò un passaggio completo da 66 yard, ma rimase infortunato durante il tentativo di sack di Kimo von Oelhoffen, rompendosi il legamento crociato anteriore e il legamento mediale collaterale. Il quarterback di riserva Jon Kitna entrò al posto di Palmer e passò un touchdown e due intercetti. Malgrado fossero sempre stati in svantaggio nel primo quarto, gli Steelers rimontarono e vinsero 31–17.

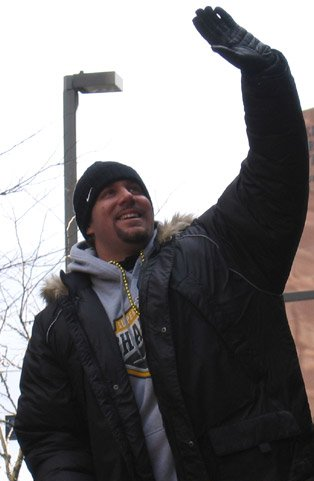
Il quarterback Ben Roethlisberger durante la parata per la vittoria del Super Bowl XL nel centro di Pittsburgh.

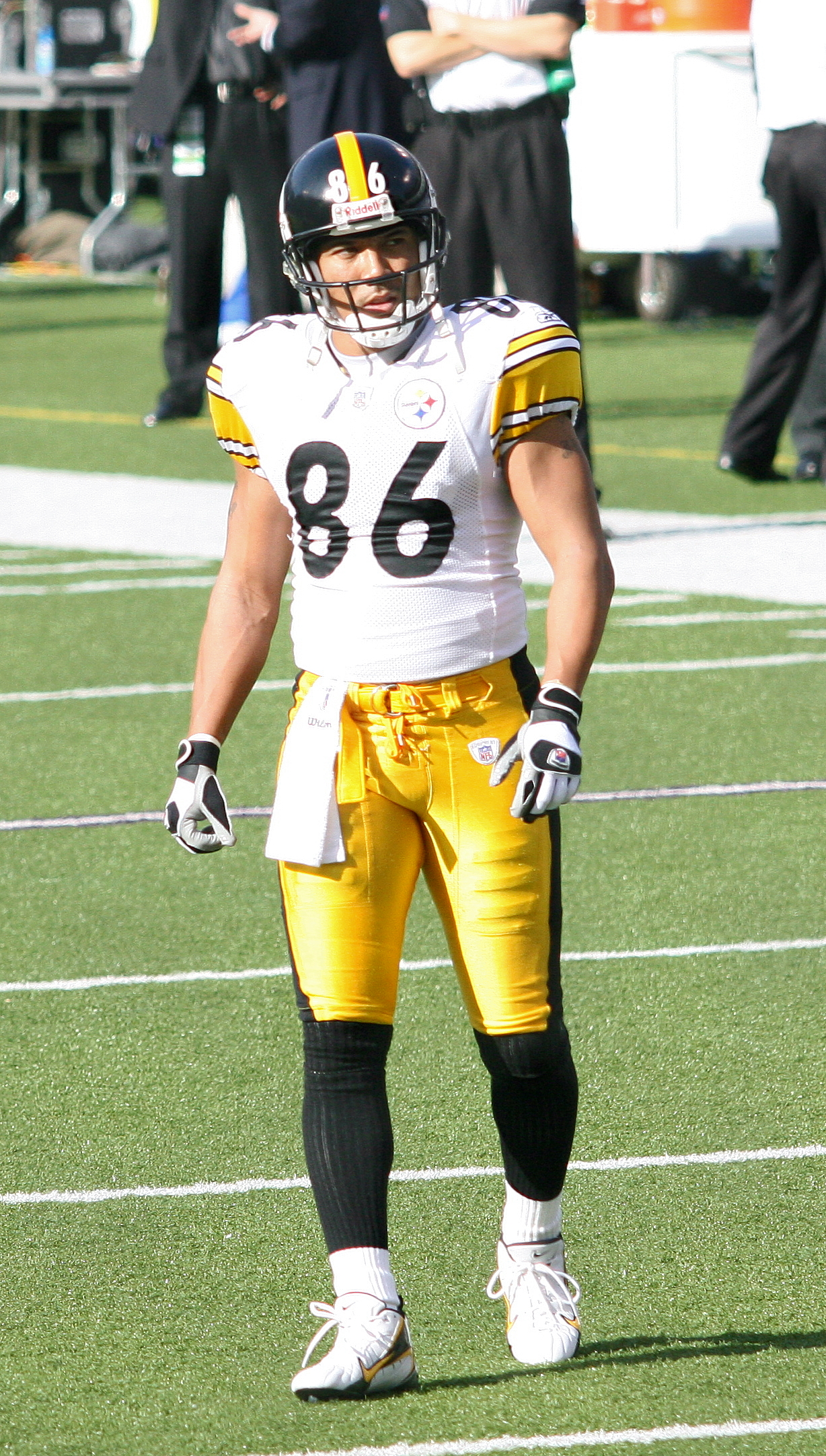
Hines Ward fu l'MVP del Super Bowl XL.

Domenica 15 gennaio, gli Steelers fecero visita all'RCA Dome di Indianapolis e ai Colts primi nel tabellone della AFC, battendoli 21–18 con una controversa chiamata nel quarto periodo che annullò un intercetto cruciale di Troy Polamalu. Dopo aver recuperato un fumble di Jerome Bettis sulla linea di 1 yard dei Colts, il cornerback dei Colts Nick Harper sembrò avviarsi a segnare quello che poteva essere il touchdown della vittoria, venendo però placcato dal quarterback Ben Roethlisberger. Successivamente il kicker dei Colts sbagliò il field goal del potenziale pareggio a pochi secondi dal termine. Fu la prima gara della storia della NFL in cui la sesta squadra del tabellone (Pittsburgh) sconfisse la prima (gli Indianapolis Colts) nei playoff. Fu anche la prima volta che la sesta di un tabellone si qualificò per la finale di conference.
Il 22 gennaio 2006, gli Steelers vinsero la loro sesta finale della AFC all'INVESCO Field at Mile High a Denver, Colorado quando batterono i Denver Broncos 34–17. Il quarterback Ben Roethlisberger completò 21 passaggi su 29, due dei quali in touchdown, oltre a un altro segnato su corsa.
Nel Super Bowl XL, gli Steelers sconfissero i Seattle Seahawks 21–10 il 5 febbraio 2006 al Ford Field di Detroit, Michigan. La gara fu pubblicizzata come il ritorno a casa del nativo di Detroit Jerome Bettis. Le giocate da parte di entrambe le squadre scarseggiarono, anche se furono stabiliti dei record per la più lunga corsa dalla linea di scrimmage (75 yard in touchdown corse da Willie Parker degli Steelers), più lungo ritorno da intercetto (76 yard da parte del cornerback dei Seahawks Kelly Herndon) e primo touchdown passato da un wide receiver (da Antwaan Randle El a Hines Ward).
Gli Steelers furono la prima squadra qualificata col numero sei del tabellone, da quando la NFL adottò il formato a 12 squadre nei playoff nel 1990, a raggiungere il Super Bowl e a vincerlo. Nella loro corsa nei playoff batterono le squadre numero uno (Indianapolis), due (Denver) e tre (Cincinnati) della AFC mentre i Seahawks erano i numero uno del tabellone della NFC. Inoltre furono la prima squadra della NFL a vincere 9 gare in trasferta. Ben Roethlisberger divenne il più giovane quarterback a vincere un Super Bowl. Con la quinta vittoria, gli Steelers raggiunsero i 49ers e i Cowboys in cima alla classifica dei maggiori vincitori.

### 2006
La stagione 2006 dei Pittsburgh Steelers iniziò tentando di migliorare il record di 11–5 del 2005 per difendere il titolo del Super Bowl XL. Terminarono però con un record di 8-8 e non raggiunsero i playoff.
Sperando di chiudere la stagione in maniera positiva, gli Steelers volarono al Paul Brown Stadium per la rivincita contro i Cincinnati Bengals. Dopo un primo quarto senza marcature, Pittsburgh segnò nel secondo quarto con Willie Parker. La gara giunse fino ai tempi supplementari dove Ben Roethlisberger trovò un passaggio da 67 yard in touchdown per il wide receiver rookie Santonio Holmes. Con quella vittoria, non solo terminarono con un bilancio di 8–8, ma tolsero anche ai Bengals qualsiasi speranza di raggiungere i playoff. A fine anno, Bill Cowher si fece da parte dopo 14 stagioni alla guida degli Steelers, venendo sostituito da Mike Tomlin, ex coordinatore difensivo dei Minnesota Vikings.

## 2007-presente: l'era di Mike Tomlin

### 2007

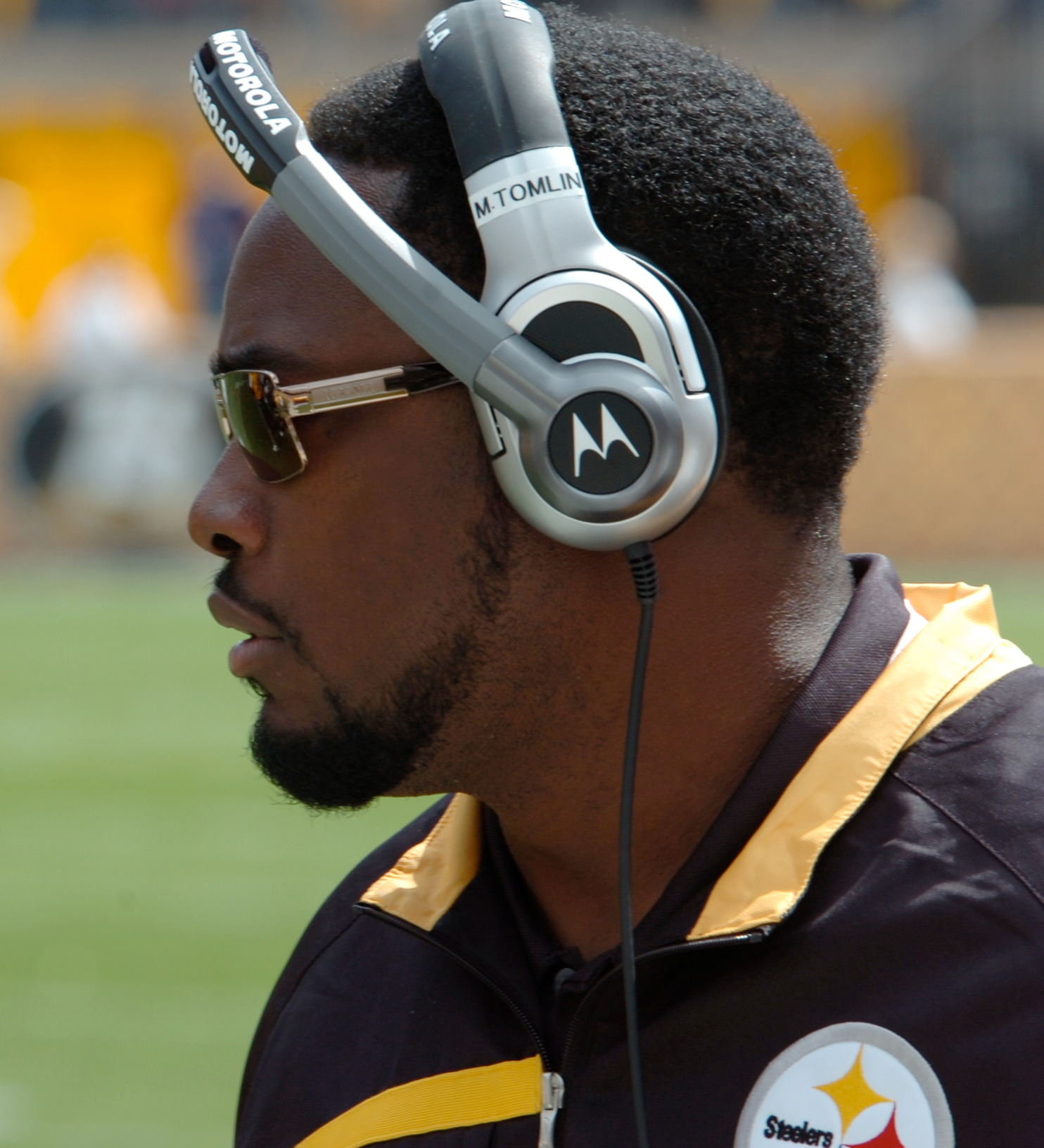
Mike Tomlin sostituì Bill Cowher alla guida della squadra.

La stagione 2007 vide la squadra migliorare, portandosi su un record di 10–6, vincendo la AFC North Division. Fu la stagione del 75º anniversario della franchigia. Quell'anno incluse due notevoli rivincite dei playoff. Gli Steelers affrontarono i New England Patriots il 9 dicembre per la prima volta dal 2005, quando avevano perso per un field goal all'ultimo secondo di Adam Vinatieri per 23–20. La sconfitta per 34–13 fu anche la prima degli Steelers a Foxboro dal 2002. Gli Steelers sconfissero poi i Seattle Seahawks 21–0 il 7 ottobre, nel loro primo incontro dal Super Bowl di venti mesi prima. Un'altra gara degna di nota avvenne il 20 dicembre quando Pittsburgh batté i St. Louis Rams, 41–24, la loro prima vittoria di sempre in trasferta contro i Cleveland/Los Angeles/St. Louis Rams (1–9–1). Fu anche la prima volta che le due squadre si incontrarono a St. Louis. Sei giocatori degli Steelers furono convocati per il Pro Bowl: Ben Roethlisberger, Willie Parker, Troy Polamalu, Alan Faneca, James Harrison e Casey Hampton.

### 2008: sesto Super Bowl
Prima dell'inizio della stagione 2008, i Pittsburgh Steelers persero Alan Faneca, passato come free agent ai New York Jets. Gli Steelers rinnovarono il contratto al quarterback Ben Roethlisberger per altri 8 anni e 102 milioni di dollari, il più oneroso della storia della franchigia. Nel draft scelsero Rashard Mendenhall, running back dall'Università dell'Illinois, come 23º assoluto. Con l'infortunio occorso a Willie Parker e l'incertezza sulla sua futura produzione offensiva, Mendenhall fu scelto per essere il running back del futuro della squadra. La stagione regolare andò bene, vincendo 12 gare a fronte di sole 4 sconfitte, tutte con avversari competitivi, come Philadelphia Eagles, New York Giants, Indianapolis Colts e Tennessee Titans (che avevano il miglior record della lega). La squadra si guadagnò la possibilità di saltare il primo turno di playoff e si assicurò il vantaggio del fattore campo per tutte le gare. James Harrison fu premiato come difensore dell'anno dopo una spettacolare stagione regolare, in cui mise a segno 16 sack (quarto nella lega) e 7 fumble forzati (primo). Anche Troy Polamalu intercettando sette passaggi, secondo solo a Ed Reed dei Baltimore Ravens con 9. Dopo aver battuto San Diego nel divisional round, gli Steelers affrontarono Baltimore nella finale della AFC, battendola sonoramente. Gli Steelers raggiunsero così il settimo Super Bowl. I loro avversari, gli Arizona Cardinals capeggiati da Kurt Warner, furono la sorpresa della stagione e non apparivano in finale dal 1948.

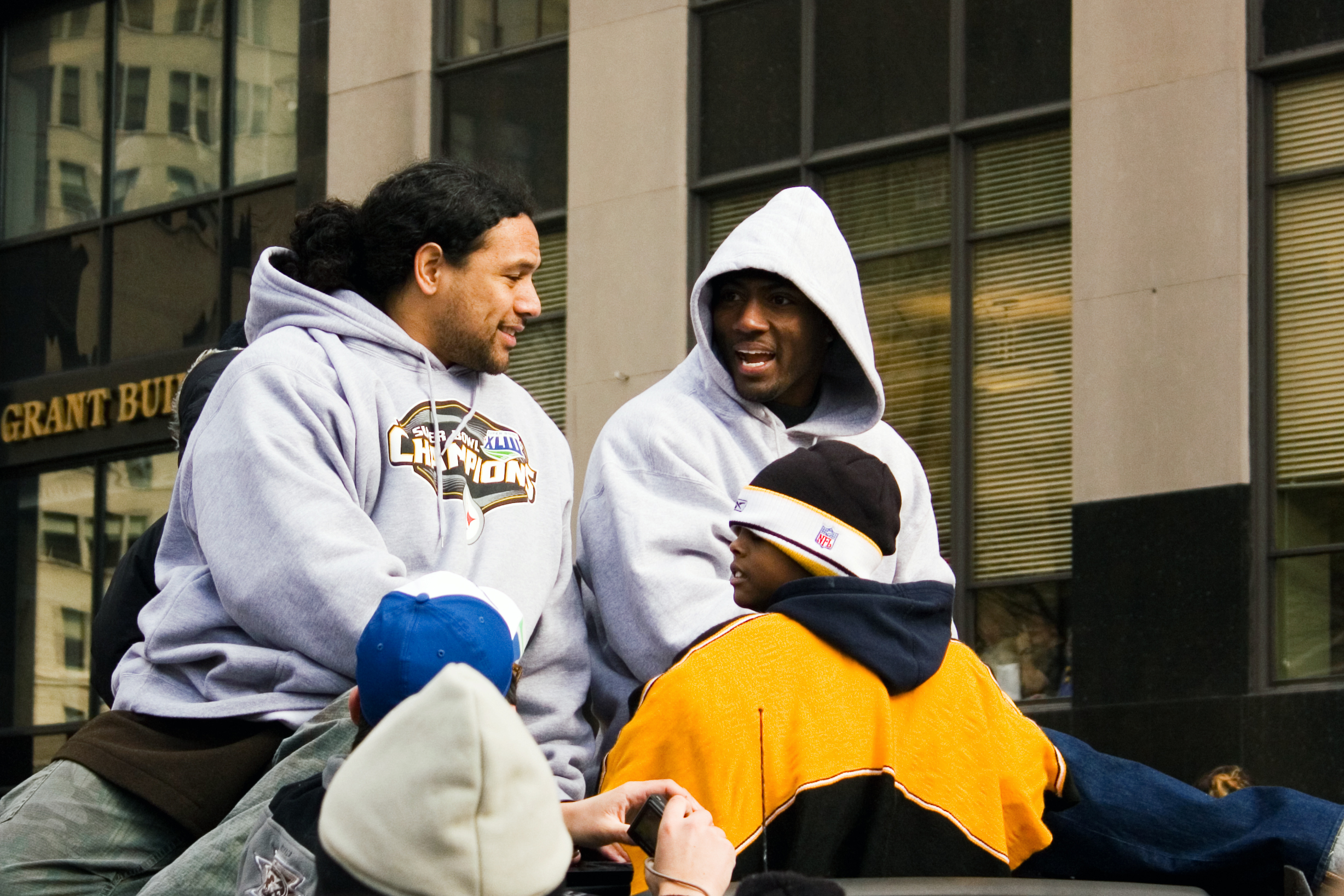
I difensori degli Steelers Troy Polamalu (sinistra) e Ryan Clark (destra) alla parata dopo la vittoria del Super Bowl XLII a Pittsburgh.

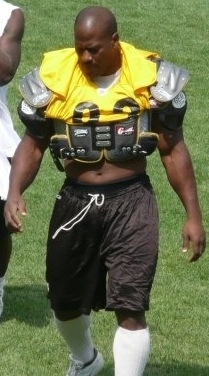
James Harrison nel 2008.

Il Super Bowl XLIII si tenne il 1º febbraio al Raymond James Stadium di Tampa, Florida. All'intervallo, gli Steelers erano in svantaggio 17–7. Gli sforzi di Arizona furono arginati dalle penalità subite, in particolare 3 falli personali, ma riuscirono comunque a portarsi in vantaggio con un touchdown da 63 yard del wide receiver Larry Fitzgerald, portando il punteggio sul 23–20. Santonio Holmes di Pittsburgh però segnò un touchdown da 6 yard a 35 secondi dal termine. Gli Steelers vinsero così 27-23, diventando la prima squadra della storia a vincere sei Super Bowl.

### 2009
I campioni in carica iniziarono bene la stagione 2009, vincendo sei delle prime otto gare. Un brutto colpo giunse però per gli Steelers quando persero Troy Polamalu nella settimana 1 contro i Tennessee Titans. Troy tornò nella settimana 6 e giocò fino alla settimana 10 contro i Bengals, quando si infortunò nuovamente, terminando la sua stagione. A partire dalla settimana 10, gli Steelers persero cinque gare consecutive, incluse sconfitte contro Kansas City e Oakland, due delle peggiori squadre della lega. Il disastro definitivo avvenne nella settimana 14 quando, un'infortunata squadra degli Steelers perse contro i Cleveland Browns (fermi a un record di 1-11) per la prima volta dal 2003. Pittsburgh concluse la sua striscia negativa nella gara seguente dove batté Green Bay di un punto con Ben Roethlisberger che lanciò un primato in carriera di 504 yard. Vinsero anche contro i Ravens nella settimana successiva e nel finale di stagione superarono Miami, terminando con un record di 9–7. Tuttavia, la vittoria dei Ravens su Oakland tenne Pittsburgh fuori dai playoff. La squadra spedì quattro giocatori al Pro Bowl, il tight end Heath Miller (76 ricezioni, 789 yard ricevute e 6 touchdown), il nose tackle Casey Hampton (43 tackle, 2 sack) e i linebacker James Harrison (79 tackle, 10 sack, 5 fumble forzati) e LaMarr Woodley (62 tackle, 13 sack, 1 fumble forzato).

### 2010: sconfitta nel Super Bowl XLV
La pre-stagione 2010 si rivelò disastrosa per gli Steelers con Ben Roethlisberger che fu accusato di condotta sessuale sconveniente nei confronti di una donna incontrata in un bar. Anche se non venne formulata nessuna accusa, il commissioner della NFL Roger Goodell lo sospese per sei gare, poi ridotte a quattro. A Roethlisberger fu anche proibito di essere presente alle gare della squadra e poté allenarsi solo con i free agent durante quel periodo. Dennis Dixon e Charlie Batch sarebbero stati i suoi sostituti. Malgrado le cattive aspettative, gli Steelers ospitarono Atlanta nella prima gara e vinsero ai supplementari 15–9. Poi viaggiarono in Tennessee battendo i loro ex rivali di division 19–11 grazie ad una grande prova della difesa. Nella settimana 3, gli Steelers batterono i Tampa Bay Buccaneers 38–13 prima di subire la prima sconfitta da Baltimore 17–14. Roethlisberger tornò dopo la settimana di pausa contro Cleveland nel turno 6. Gli fu tributata una standing ovation dai tifosi degli Steelers che batterono 28–10 i Browns. La squadra poi batté i Dolphins 23–22 prima di perdere con i New Orleans Saints 20–10. La settimana successiva, Pittsburgh giocò nel Monday Night a Cincinnati, vincendo per 27–21. Gli Steelers furono poi umiliati nello stadio di casa da Tom Brady e i suoi New England Patriots 39–26, in una gara molto più squilibrata di quanto indichi il punteggio finale. Pittsburgh successivamente vinse quattro gare di fila, 35–3 contro Oakland, 19–16 ai supplementari a Buffalo, 13–10 a Baltimore e 23–7 contro Cincinnati. La striscia si concluse nella settimana 15 perdendo in casa 22–17 contro i New York Jets. Pittsburgh vinse le ultime due gare con un punteggio complessivo di 68–12, battendo i Carolina Panthers 27–3 e Cleveland 41–9. La squadra terminò con un record di 12–4, vincendo la division con il secondo miglior record della AFC
Nella prima gara di playoff in casa contro Baltimore, gli Steelers si trovarono all'intervallo in svantaggio 21–7. Pittsburgh rimontò nel secondo tempo e vinse 31–24. Successivamente batté i Jets 24–19 nella finale della AFC, qualificandosi per il Super Bowl XLV contro i Green Bay Packers. Nella grande partita, gli Steelers si trovarono in svantaggio 21–3, si ripresero portandosi sul 21–17. Un fumble di Rashard Mendenhall all'inizio dell'ultimo periodo di gioco si rivelò costoso poiché portò Green Bay a segnare, fissando il risultato sul 28–17. Pittsburgh segnò un altro touchdown con un passaggio da 25 yard per Mike Wallace, segnando anche le seguente conversione da due punti, riportandosi sotto sul 28–25. Green Bay controllò il cronometro nel drive successivo, conclusosi con field goal che portò il risultato sul 31–25. Pittsburgh non riuscì a segnare nel suo ultimo drive, perdendo la gara. Malgrado il deludente finale, la stagione degli Steelers fu considerata un grande successo, date le premesse con cui era iniziata. Con questa partecipazione, l'ottava, la squadra raggiunse i Cowboys nella classifica per il maggior numero di presenze al Super Bowl.

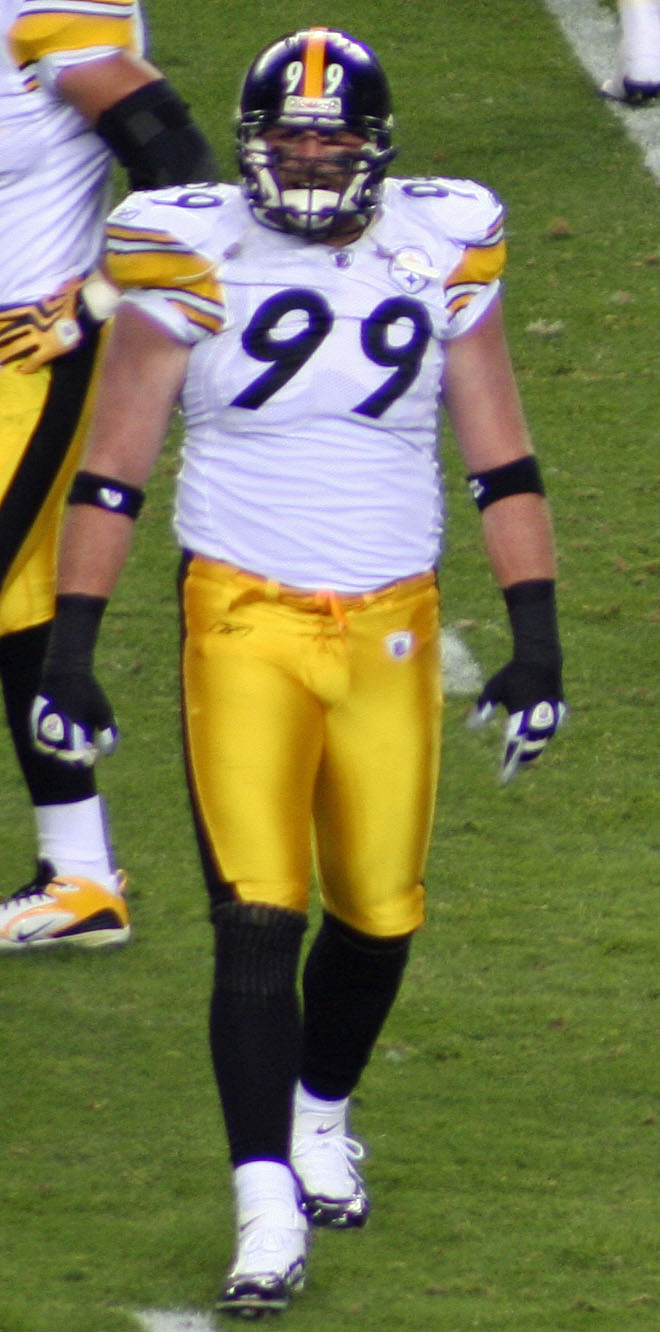
Il defensive end Brett Keisel.

### 2011
Gli Steelers iniziarono male la stagione 2011 perdendo 35-7 contro gli arci-rivali di Baltimore in una gara segnata da tre intercetti di Roethlisberger e 7 palloni persi. Si rifecero nella gara seguente, battendo Seattle 24–0. Nella settimana 3, Pittsburgh giocò una dura battaglia con i Colts privi di Peyton Manning a Indianapolis, vincendo con un field goal all'ultimo secondo per 23–20. Tormentati dagli infortuni, gli Steelers persero contro Houston 17–10 nella settimana 4. Ben Roethlisberger rimase fuori dai giochi per un infortunio al piede e Charlie Batch partì come titolare nella settimana 5 contro Tennessee, tuttavia Roethlisberger entrò a partita in corso, lanciando 5 touchdown nella vittoria 38–17 win. Seguirono vittorie contro Jacksonville 17–13 e Arizona 32–20 nel loro primo incontro dal Super Bowl XLIII. Gli Steelers stabilirono un record di franchigia quando Roethlisberger passò un touchdown da 95 yard per Mike Wallace. La settimana seguente, Pittsburgh tornò in casa per affrontare Tom Brady e i New England Patriots. In uno spettacolare sforzo difensivo, Pittsburgh tenne Brady al minimo stagionale con 198 yard passare, vincendo 25–17. Dopo una deludente partita contro Baltimore, gli Steelers vinsero a Cincinnati, 24–17. Dopo la settimana di pausa, gli Steelers batterono in trasferta i Chiefs 13–9, cui seguì una vittoria sui Bengals. Durante la settimana 14, Roethlisberger dopo un sack subito si infortunò ad una caviglia nel secondo quarto della vittoria 14-3 sui Cleveland Browns. Big Ben dovette abbandonare il campo e tale infortunio condizionò il suo rendimento in tutto il finale di stagione. La squadra terminò con un record di 12-4, ma la division fu vinta dai Ravens. Nel primo turno di playoff, con Roethlisberger in evidente sofferenza, gli Steelers vennero eliminati dai Denver Broncos di Tim Tebow 29-23 ai supplementari.

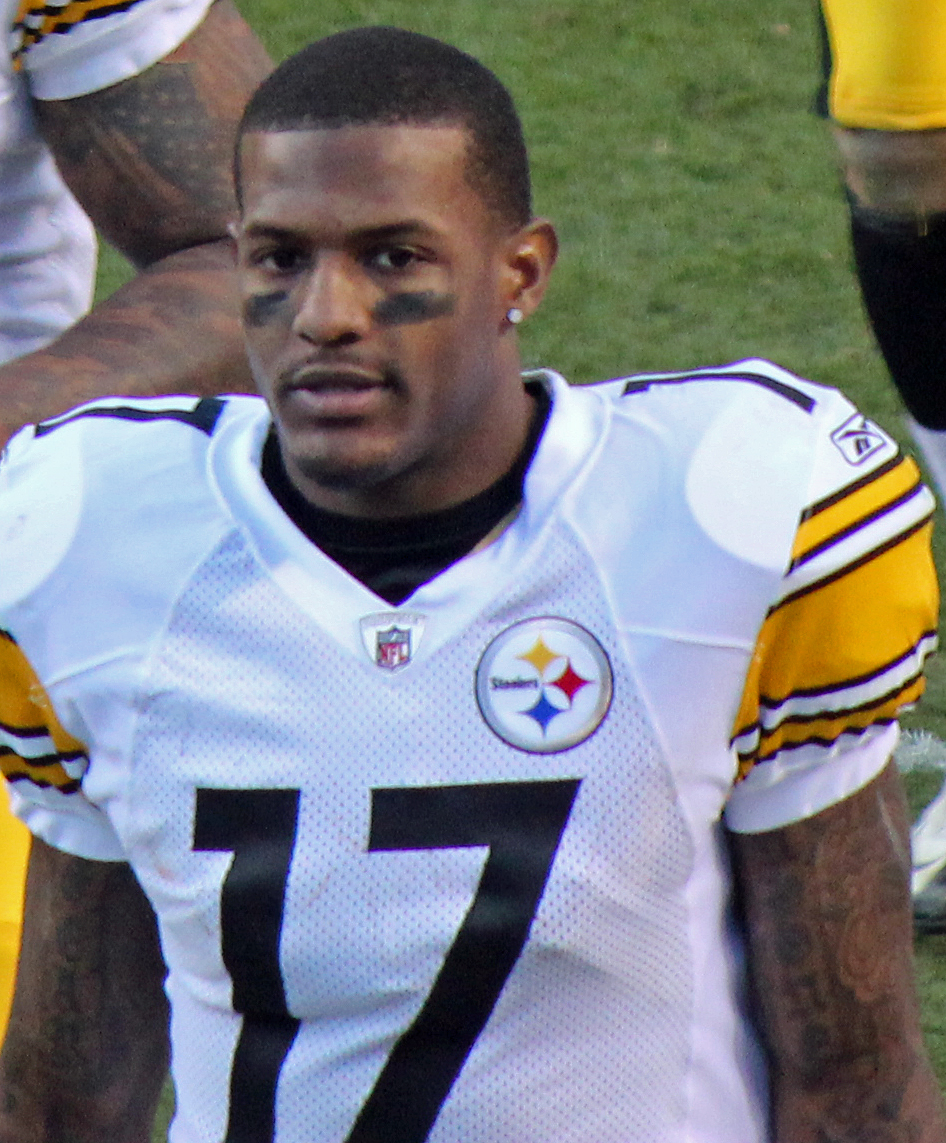
Mike Wallace nel gennaio 2012.

### 2012
La stagione 2012 si aprì per Pittsburgh con un'altra sconfitta contro i Broncos, guidati dal nuovo acquisto Peyton Manning. La prima vittoria giunse la settimana successiva contro i New York Jets. Nella settimana 3, gli Steelers subirono un'inaspettata sconfitta con una delle peggiori squadra della lega, gli Oakland Raiders. Nella settimana 5, gli Steelers inflissero agli Eagles la prima sconfitta in stagione. L'11 ottobre 2012, nella sconfitta contro i Tennessee Titans nel Thursday Night Football della settimana 6, Big Ben divenne il primatista di tutti i tempi degli Steelers per yard passate superando le 27.989 di Terry Bradshaw. Seguirono quattro vittorie consecutive, compresa quella contro i Chiefs, che però fu lo spartiacque negativo della stagione squadra. Dopo aver lanciato 17 touchdown a fronte di solamente 4 intercetti in quella che fu probabilmente la miglior partenza della carriera, Roethlisberger si infortunò in quella gara della settimana 10 a una spalla dopo un sack subito da Tamba Hali e Justin Houston, venendo costretto a saltare tre partite in un momento cruciale per la caccia ai playoff degli Steelers. Byron Leftwich fu nominato titolare per la successiva gara contro i Baltimore Ravens, in cui passò 201 yard, segnò un touchdown su corsa e subì un intercetto, con gli Steelers che furono sconfitti. Leftwich avrebbe dovuto partire dall'inizio anche nella gara successiva ma un infortunio non glielo consentì, venendo sostituito a sua volta da Charlie Batch nella settimana 12 contro i Browns, il quale lanciò tre intercetti nella sconfitta 20-14. La settimana dopo invece, Batch guidò la squadra a una vittoria a sorpresa sui Ravens futuri vincitori del Super Bowl XLVII.
Big Ben fece ritorno nella settimana 14, ma la sua squadra fu sconfitta inaspettatamente dai San Diego Chargers vedendo allontanarsi la possibilità di raggiungere una wild card per i playoff. Due settimane dopo, con Roethlisberger che lanciò due intercetti contro i Bengals, la sconfitta degli Steelers li escluse matematicamente dalla post-season. Con due sole vittorie nelle ultime sette gare, gli Steelers terminarono con un record di 8-8.

### 2013

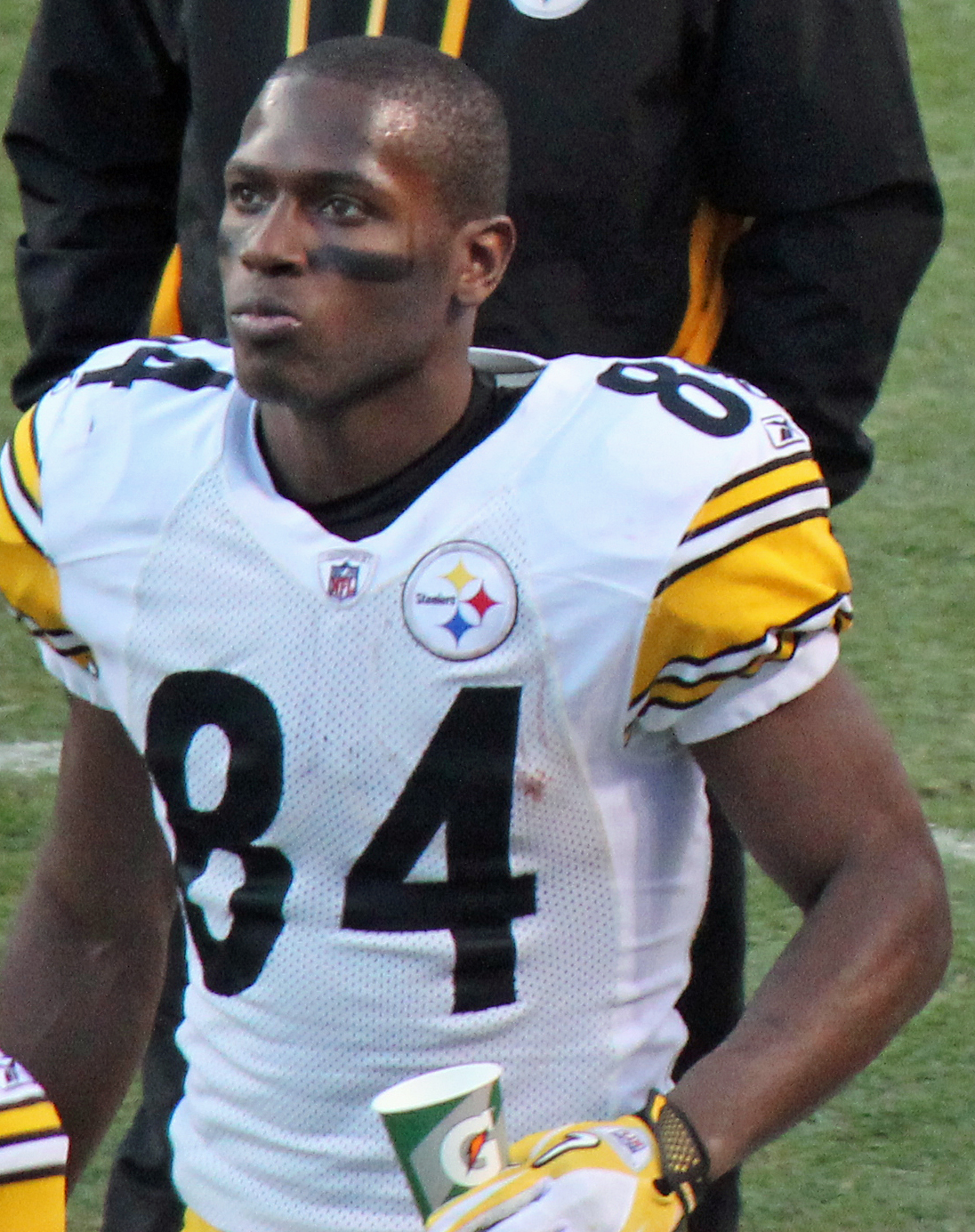
Il wide receiver Antonio Brown

Prima della stagione 2013, gli Steelers persero Mike Wallace, che firmò un lucrativo contratto coi Miami Dolphins, e James Harrison, che si accasò ai Cincinnati Bengals. Nel primo turno del Draft NFL 2013 scelsero come 17º assoluto il linebacker Jarvis Jones, mentre nel secondo turno selezionarono il running back dall'Università del Michigan Le'Veon Bell, che sarebbe diventato una delle stelle della squadra negli anni a venire. Dopo avere perso tutte le prime quattro gare, Pittsburgh riuscì inizialmente a raddrizzare la stagione salendo a un record di 5-6. Seguirono però due sconfitte e malgrado l'avere vinto tutte le ultime tre gare della stagione regolare, la squadra mancò l'accesso ai playoff per il secondo anno consecutivo, un fatto che non accadeva dal 1999.

### 2014
Nel 2014 gli Steelers riuscirono a migliorare il record di 8-8 delle due stagioni precedenti, terminando la prima stagione con un record positivo dal 2011. Si assicurarono anche la prima qualificazione ai playoff dallo stesso anno con la vittoria nella settimana 16 sui Kansas City Chiefs, vincendo la propria division con 11 vittorie e 5 sconfitte. Furono eliminati dai Baltimore Ravens nel primo turno di playoff con un punteggio di 30–17 in una gara in cui furono privi per infortunio di Le'Veon Bell. Gli Steelers quell'anno divennero la prima squadra nella storia della NFL con un giocatore che passò oltre 4.500 yard (Roethlisberger con 4.952, un nuovo record di franchigia), uno che ricevette 1.500 yard (Antonio Brown con 1.698, un altro primato) e uno che corse 1.300 yard (Bell). Tutti e tre furono convocati per il Pro Bowl, insieme ad altri due giocatori. Vi fu anche il ritorno del ritirato James Harrison dopo gli infortuni di Ryan Shazier e Jarvis Jones, che rifirmò con la squadra il 22 settembre. Questa fu anche l'ultima stagione di Troy Polamalu, ritiratosi nell'aprile 2015.

### 2015

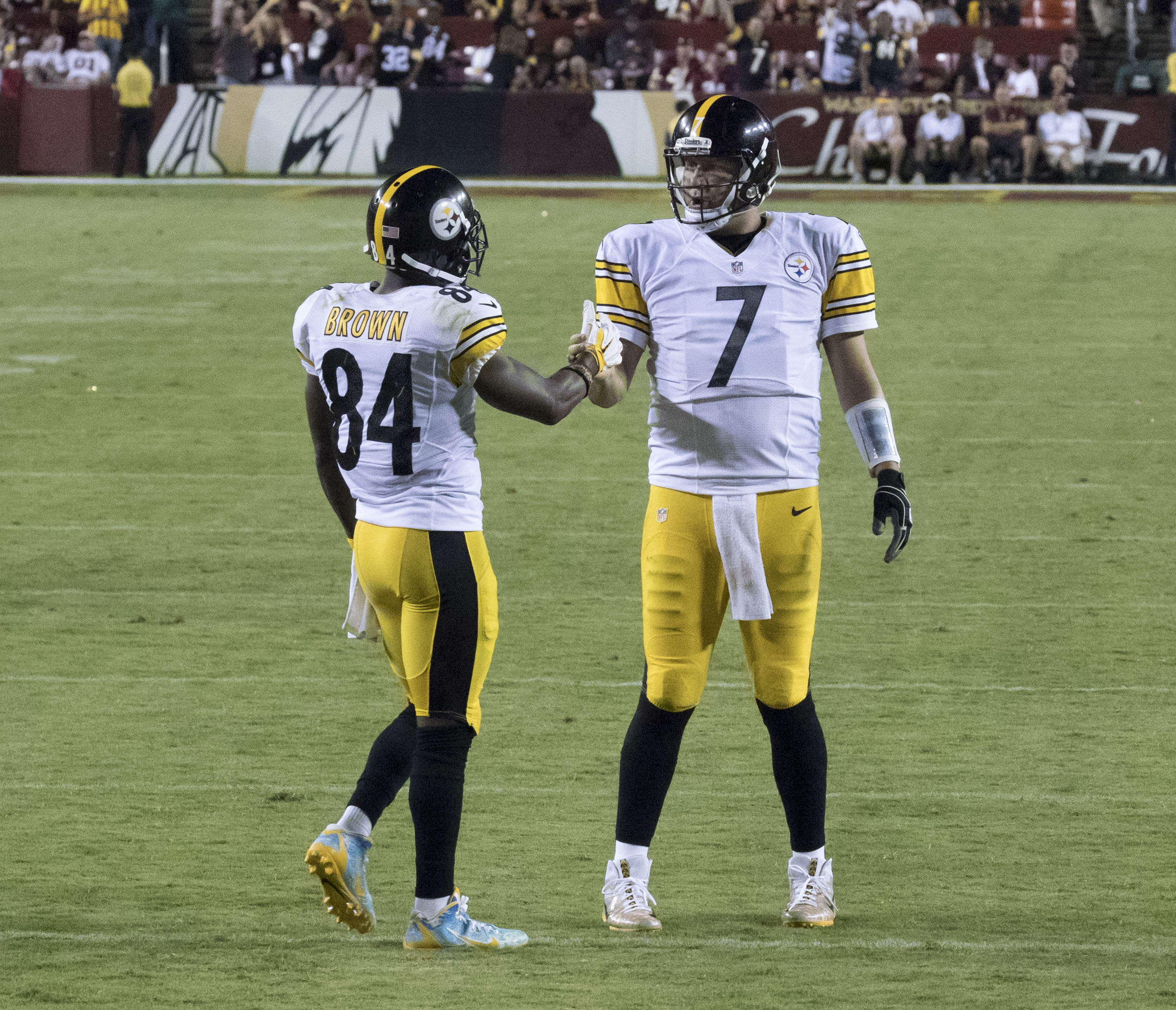
Antonio Brown e Ben Roethlisberger contro i Redskins nel 2016

Nel 2015 gli Steelers riuscirono ad agganciare l'ultimo posto disponibile per i playoff battendo i Browns all'ultima partita e grazie alla contemporanea sconfitta dei Jets contro i Buffalo Bills, terminando al secondo posto della division con un record di 10-6. Nella prima partita della post-season batterono in una nervosa sfida i Bengals in trasferta in una gara dal finale rocambolesco. La settimana successiva, privi di Antonio Brown, uscito nell'ultimo minuto di gioco la settimana precedente, a causa di un durissimo colpo irregolare infertogli da Vontaze Burfict, gli Steelers furono eliminati in casa dei Broncos numeri 1 del tabellone e futuri vincitori del Super Bowl 50.

### 2016
Nel 2016 gli Steelers vinsero la AFC North division per la seconda volta in tre anni e raggiunsero i playoff per la terza annata consecutiva. Nel primo turno batterono i Miami Dolphins, in una gara in cui Le'Veon Bell corse un nuovo record di franchigia nella post-season di 167 yard. La settimana successiva, il running back migliorò ulteriormente tale primato correndone 170 nella vittoria sui Chiefs che riportò gli Steelers in finale di conference per la prima volta dal 2010. Lì il club fu eliminato dai New England Patriots futuri vincitori del Super Bowl LI per 36-17.

### 2017
Le'Veon Bell avrebbe dovuto divenire free agent ma gli Steelers applicarono su di lui la franchise tag. Antonio Brown invece firmò un nuovo contratto quinquennale del valore di 68 milioni di dollari che lo rese il ricevitore più pagato della lega. Aggiunte degne di nota furono il linebacker T.J. Watt, fratello del defensive end All-Pro J.J. Watt e il ricevitore JuJu Smith-Schuster. La squadra terminò la stagione regolare con un ottimo record di 13-3, mancando di poco il primo posto nel tabellone dei playoff. Malgrado le buone sensazioni attorno alla squadra, gli Steelers furono battuti a sorpresa nel Divisional round dei playoff 45–42 dai Jacksonville Jaguars, alla loro prima apparizione ai playoff in dieci anni.

### 2018
La stagione iniziò con conflitti che riguardarono Bell e Brown. Bell, deluso dall’avere ricevuto nuovamente la franchise tag, questa volta si rifiutò di firmare e iniziò uno sciopero che inizialmente avrebbe dovuto riguardare la prima parte della stagione., ma che in seguito durò tutto l’anno. Per sostituirlo gli Steelers utilizzarono l’halfback al secondo anno James Conner, che non lo fece rimpiangere. Brown, malgrado i massimi in carriera in yard ricevute e touchdown, fu soggetto a molte controversie, sia riguardo alla sua vita privata che in campo. A causa di conflitti con lo staff, alla fine Brown fu messo in panchina nell’ultimo turno contro i Cincinnati Bengals. Persino Ben Roethlisberger fu criticato per la sua reazione al fatto che gli Steelers avessero scelto nel draft il quarterback Mason Rudolph e per avere criticato apertamente i compagni durante uno spettacolo radiofonico.
Malgrado una partenza con un record di 7–2–1, gli Steelers persero quattro delle successive sei gare, tutte per meno di un touchdown, e alla fine non si qualificarono per i playoff. Brown a fine stagione fu scambiato con gli Oakland Raiders.

### 2019

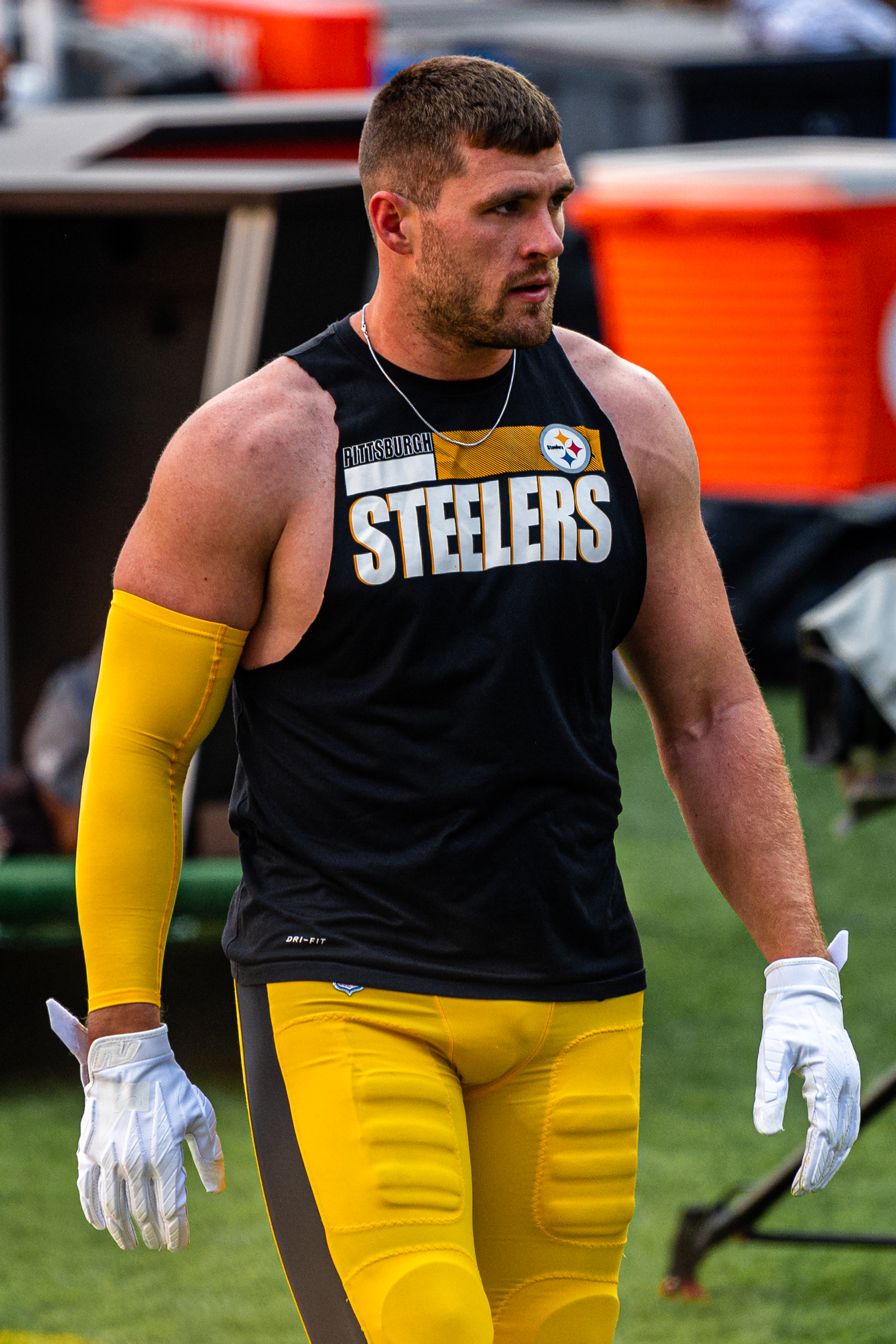
L'outside linebacker T.J. Watt

Nel primo turno gli Steelers persero per 33–3 contro i New England Patriots. La settimana successiva Roethlisberger si infortunò a un legamento, chiudendo già la sua stagione e venendo sostituito da Mason Rudolph. Malgrado una partenza lenta, Pittsburgh si trovò a un certo punto su un record di 8–5 ma perse tutte le ultime tre gare, mancando i playoff per il secondo anno consecutivo. Nella settimana 11 vi fu una rissa tra il difensore dei Browns Myles Garrett che colpì Rudolph alla testa con il suo casco, Garrett fu sospeso per tutto il resto della stagione dalla lega.

### 2020
Con Roethlisberger di ritorno dall'infortunio, la stagione 2020 iniziò con 11 vittorie consecutive, un record di franchigia. La prima sconfitta giunse con il Washington Football Team, la prima di tre consecutive. Nel penultimo turno la squadra si assicurò il titolo di division battendo in rimonta i Colts. Nell'ultimo turno la squadra fece riposare i suoi titolari contro i Browns, squadra che avrebbero riaffrontato la settimana successiva nel primo turno di playoff all'Heinz Field. Gli Steelers erano favoriti, anche a causa dei molteplici casi di COVID-19 che decimarono i Browns, ma persero per 48-37 malgrado un record di 47 passaggi completati da Roethlisberger.

### 2021
Nell'ultima stagione di Ben Roethlisberger prima del ritiro, la prima con un calendario da 17 partite, la squadra terminò seconda nella propria division con un record di 9-7-1. Nei playoff fu eliminata nel primo turno dai Kansas City Chiefs. T.J. Watt fu premiato come difensore dell'anno dopo avere pareggiato il record NFL di Michael Strahan di 22,5 sack.